# Koninklijk Concertgebouworkest

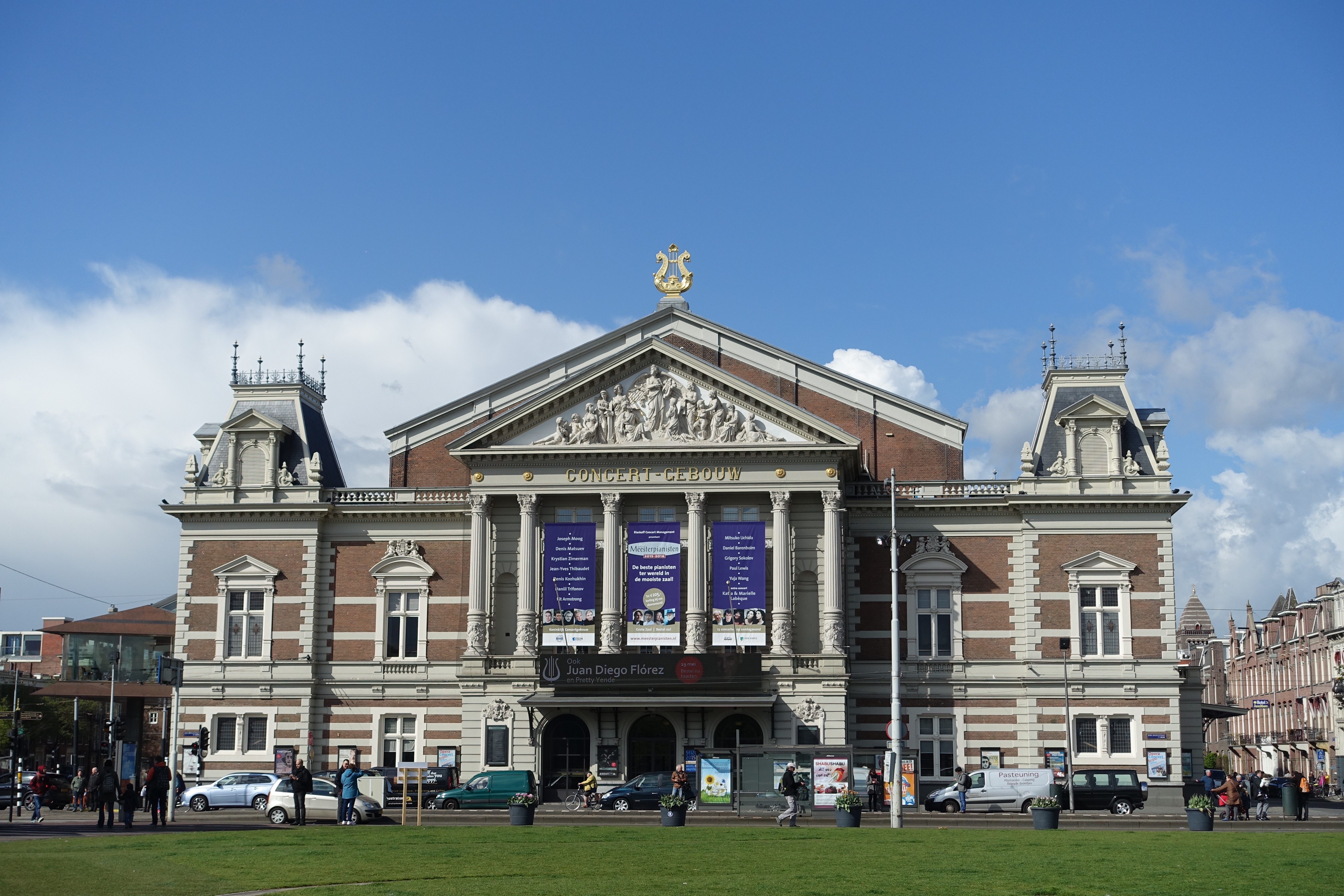
Koninklijk Concertgebouw, thuisbasis van het Concertgebouworkest

Het Koninklijk Concertgebouworkest (KCO) is een symfonieorkest in Nederland. Het werd opgericht in 1888 en is sinds 1988 voorzien van het predicaat Koninklijk. Beschermvrouwe van de Stichting Koninklijk Concertgebouworkest is koningin Máxima. De thuisbasis is het Koninklijk Concertgebouw in Amsterdam.
Na het ontslag van chef-dirigent Daniele Gatti op 2 augustus 2018 duurde het vier jaar voordat bekendgemaakt kon worden dat Klaus Mäkelä Gatti's opvolger wordt in 2027. Tot die tijd heeft Mäkelä vijf jaar lang de functie van 'artistiek partner' bij het orkest. 
Het Concertgebouworkest werd in 2008 door een deel van de internationale muziekpers tot de beste orkesten ter wereld gerekend, samen met de Wiener Philharmoniker en de Berliner Philharmoniker. Ook in de jaren rond 2020 werd het orkest door muziekcritici vrijwel altijd in top-10-lijsten opgenomen.

## Geschiedenis

### Willem Kes, 1888-1895
In 1888 is het orkest opgericht om in het nieuwe Concertgebouw te concerteren. Het eerste concert vond plaats op 3 november van dat jaar onder leiding van dirigent Willem Kes met een bezetting van 120 man. Uitgevoerd werden Beethovens ouverture Die Weihe des Hauses, Brahms' Haydn-variaties, het symfonisch gedicht Phaëton van Saint-Saëns, het voorspel tot Die Meistersinger von Nürnberg van Wagner en de Derde ("Irish") symfonie van Stanford.
Willem Kes, die was aangesteld nadat onderhandelingen met Henri Viotta waren vastgelopen, maakte een einde aan de toenmalige gezelligheid bij concerten, waarbij toehoorders tijdens de uitvoering de zaal in en uit liepen, al rokend met elkaar in gesprek raakten of luidkeels commentaar gaven op het gebodene. Hij eiste absolute stilte in de zaal en concentratie op de muziek, zonder geloop, gerook, gepraat en rammelende bierglazen of koffiekopjes. Deze gedragsregels zijn in concertzalen algemeen vanzelfsprekend gebleven tot op de huidige dag.

### Willem Mengelberg, 1895-1945

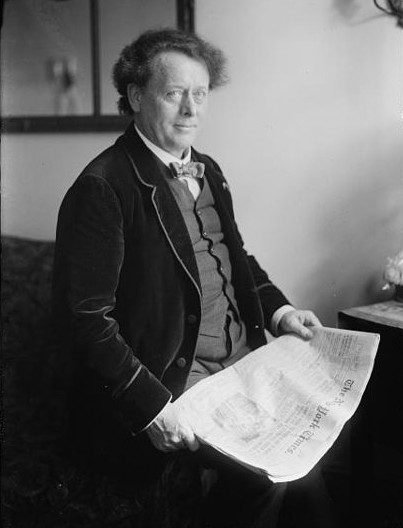
Willem Mengelberg had vijftig jaar lang de leiding

In 1895 nam Willem Mengelberg het stokje over als chef-dirigent, een post die hij vijftig jaar lang bezette. Onder zijn leiding verwierf het orkest wereldfaam. Zo werd in 1899 voor het eerst op Palmzondag de Matthäus-Passion van Bach uitgevoerd, het begin van een Nederlandse traditie. In 1902 (en later ook nog in 1912 en 1935) besteedde het orkest aandacht aan Nederlandse muziek tijdens de Nederlandse Muziekfeesten. Het Te Deum van Alphons Diepenbrock beleefde tijdens het feest van 1912 zijn première. Gustav Mahler reisde in 1903 naar Nederland om met het orkest zijn eigen muziek ten gehore te brengen. In de jaren daarna tot 1909 dirigeerde Mahler in totaal elf keer zijn eigen symfonieën. In deze periode begon de voorliefde van het orkest voor muziek van Mahler. Zo werd in 1920 tijdens het zilveren jubileum van Mengelberg een festival aan de componist gewijd: het eerste Mahlerfeest.
Tijdens de periode-Mengelberg waren ook diverse gerenommeerde buitenlandse "eerste dirigenten" vast verbonden aan het Concertgebouworkest, onder wie Gustav Kogel (1908-1910), Karl Muck (1921-1925), Pierre Monteux (1924-1934), Bruno Walter (1934-1939) en Eugen Jochum (1941-1943). Als "tweede dirigent" waren aangesteld de Nederlanders Cornelis Dopper (1908-1931), Evert Cornelis (1910-1919), Eduard van Beinum (vanaf 1931) en Jan Koetsier (1942-1948). Om Van Beinum, die andere aanbiedingen kreeg, voor het orkest te behouden, kreeg hij in 1938 de titel "tweede eerste dirigent".
Op 30 maart 1924 was het Concertgebouworkest, onder leiding van Karl Muck en met cellosolist Henri van Goudoever, voor het eerst te beluisteren op de radio. De uitzending werd verzorgd door de Nederlandsche Seintoestellen Fabriek. Vanaf januari 1925 werden de, door Philips gesponsorde, "Mengelberg-concerten" regelmatig uitgezonden door de Hilversumsche Draadlooze Omroep en later door de AVRO.
Succes en kritiek
Mengelberg gold als een der grootste dirigenten van zijn tijd. Door de decennialange samenwerking kon hij met het Concertgebouworkest zijn eigen karakteristieke orkestklank ontwikkelen. Hij werd door het publiek als een vorst vereerd en onder zijn leiding werd het orkest wereldberoemd. Niet alleen met Gustav Mahler had het Concertgebouworkest een warme relatie, maar ook met Richard Strauss, Claude Debussy, Igor Stravinsky, Béla Bartók, Sergej Rachmaninov en Sergej Prokofjev. Strauss droeg in 1898 Ein Heldenleben op aan het orkest en zijn dirigent; hetzelfde deden Rachmaninov (De Klokken) in 1913 en Zoltán Kodály (Variaties op een Hongaars volkslied "De Pauw") in 1939. Van veel muziek van binnen- en buitenlandse componisten verzorgde het Concertgebouworkest de wereldpremière.
Kritiek op Mengelberg was er ook, op zijn autoritaire stijl en op zijn dominante positie in het muziekleven. In 1918 veroorzaakte de componist en muziekrecensent Matthijs Vermeulen bij een concert een beroemd geworden incident, gericht tegen de componist en tweede dirigent Cornelis Dopper, maar eigenlijk tegen het conservatieve programmabeleid van Mengelberg en het Concertgebouworkest. Zijn luide uitroep door de Grote Zaal "Leve Sousa!" (met andere woorden "Geef mij de marsen van John Philip Sousa maar") leverde heftige discussies op. Hij kreeg steun van onder anderen de kunstenaar en activist Erich Wichman, de componist Daniël Ruyneman en de dirigent Evert Cornelis, die daardoor zijn positie bij het orkest verloor. Uiteindelijk veranderde er niets aan het beleid.
Tweede Wereldoorlog

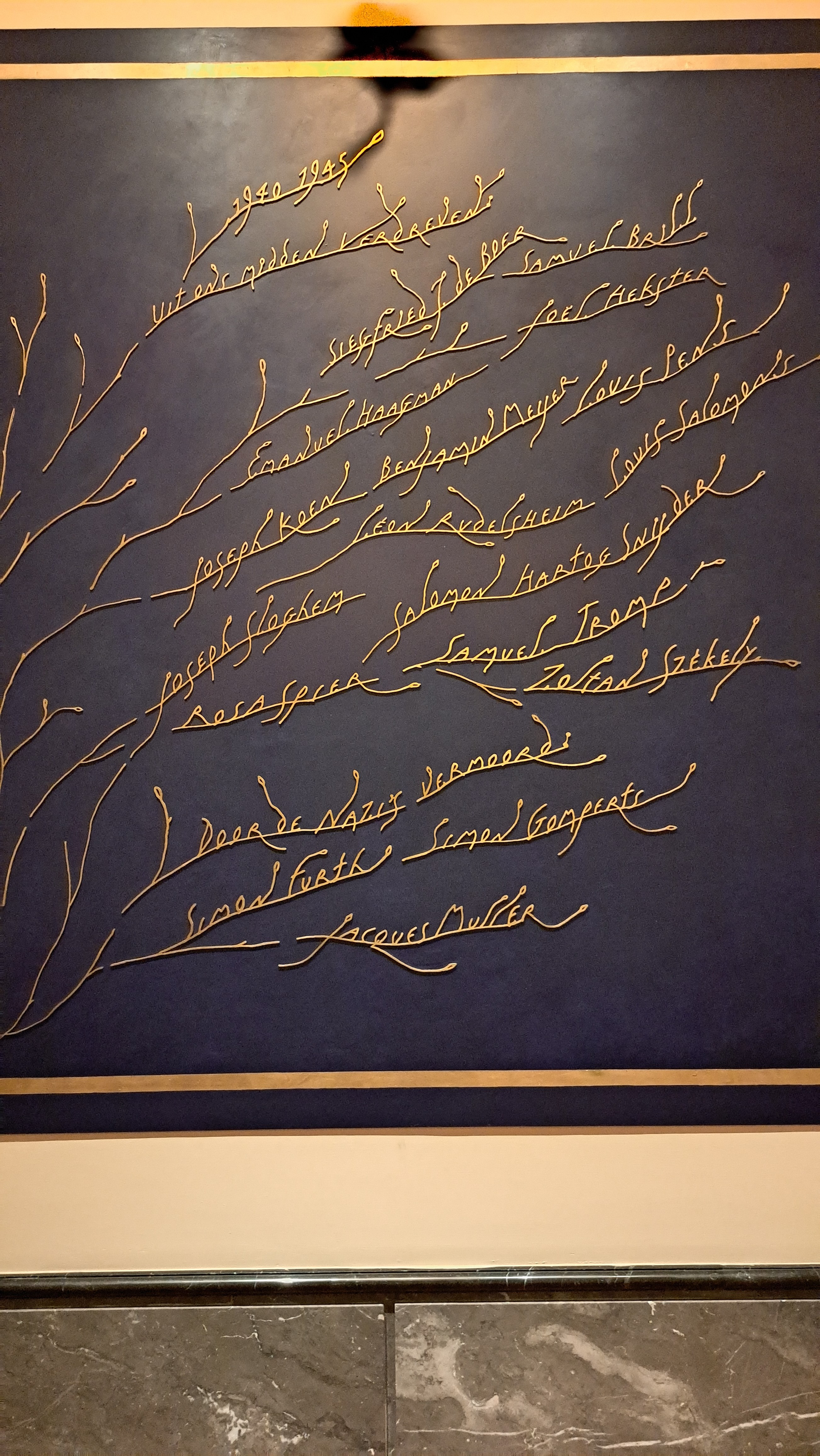
Gedenkteken Joodse Musici

De laatste jaren van Mengelberg als chef-dirigent werden gedomineerd door de Duitse bezetting. In november 1940 werd Mengelbergs uitvoering met het Concertgebouworkest van de Zuiderzee-symfonie van de in 1939 overleden Cornelis Dopper beloond met een langdurige demonstratieve ovatie. Ook al was dit werk al voor de Duitse aanval op Nederland in 1940 op het programma gezet, op dat moment gold het voor het publiek als symbool van vaderlandsliefde. 
Het uitvoeren van werken van Joodse en/of "entartete" componisten als Mahler, Mendelssohn en Tsjaikovski werd verboden. Voor werken van Franse componisten moest speciaal toestemming worden gevraagd. Toch werd door het Concertgebouworkest eenmaal Tsjaikovski's Symphonie Pathétique gespeeld, nota bene op speciaal verzoek van de vrouw van Reichskommissar Seyss-Inquart.
Joodse orkestleden moesten de podia verlaten. Het Concertgebouworkest had toen zeventien Joodse leden, bijna eenvijfde van het totaal aantal musici. Het laatste concert met alle Joodse orkestleden vond plaats op 8 juni 1941; uitgevoerd werd de Negende symfonie van Beethoven, gedirigeerd door Eduard van Beinum. De Joodse orkestleden werden later dat jaar door het nationaalsocialistische Departement Volksvoorlichting en Kunsten gedwongen ontslagen omwille van de zogenaamde arisering. Mengelberg kreeg bij Seyss-Inquart voor elkaar drie Joodse strijkers voorlopig in dienst te houden. Dit was een selectie van musici "met een niet al te Joods uiterlijk". Door het contracteren van de "goede Duitser" Eugen Jochum in 1941-1943 wist men minder gewenste Duitse dirigenten buiten de deur te houden.
Mengelberg werd na de bevrijding geschorst: hij zou zich te pro-Duits hebben opgesteld. Hij stierf in 1951 in eenzaamheid in zijn Zwitserse buitenhuis, de Chasa Mengelberg in Graubünden. Het orkest pakte de draad snel weer op met Van Beinum als nieuwe chef-dirigent.
Veertien van de zeventien ontslagen orkestleden overleefden de oorlog. In 2020 werden de betreffende musici postuum geëerd in het Gedenkteken Joodse Musici in een gang achter de Grote Zaal.

### Eduard van Beinum, 1945-1959

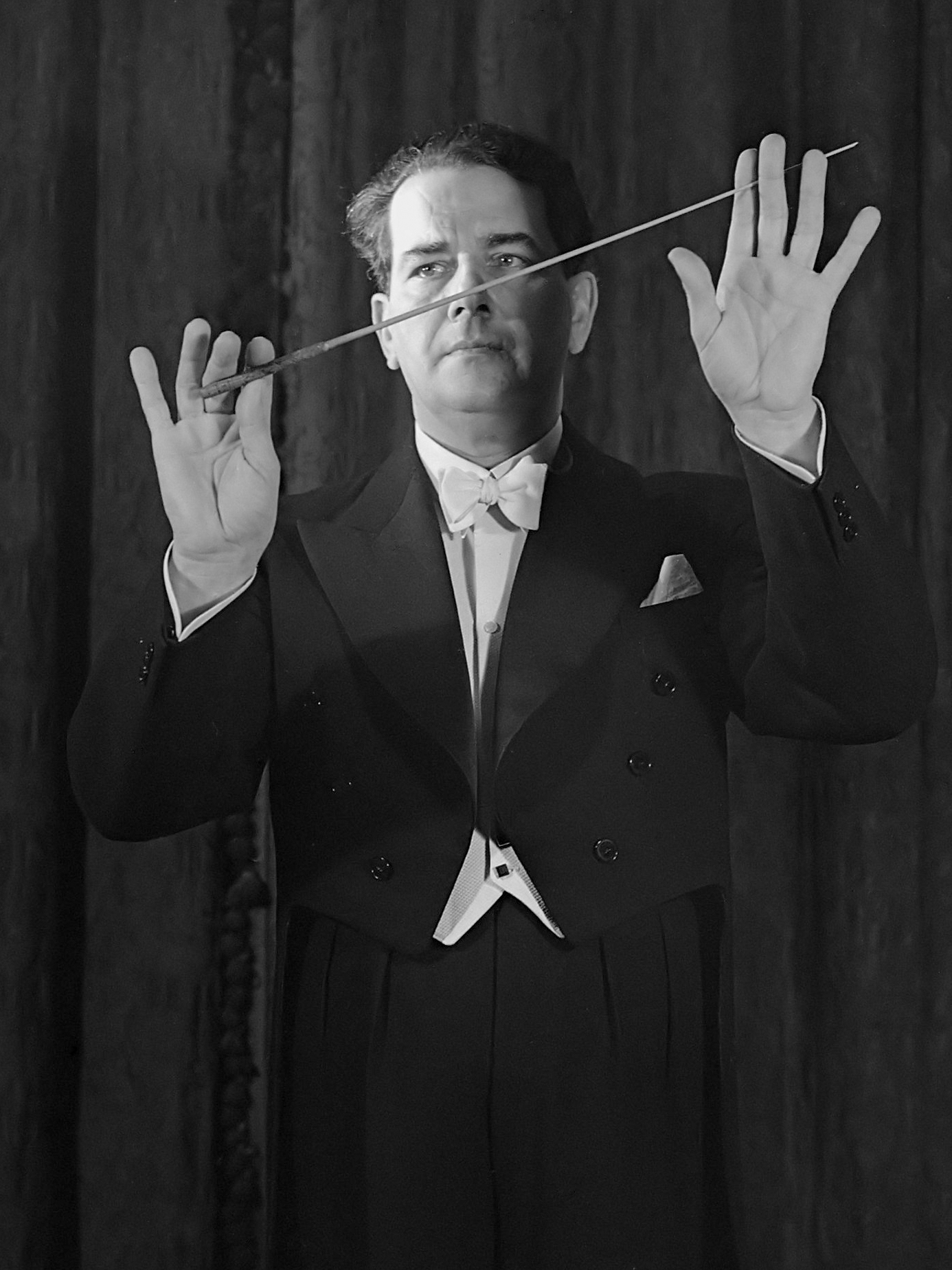
Eduard van Beinum trad na de oorlog uit de schaduw van Mengelberg.

Al in 1929 trad Eduard van Beinum voor het eerst op met het orkest. In 1931 werd hij tweede dirigent, in 1938 "tweede eerste dirigent" naast Mengelberg en in 1945 chef-dirigent. In het eerste seizoen 1945-46 na de oorlog werden al meer dan honderd concerten gespeeld. Voor het eerst in vijf jaar speelde het orkest weer werken van eerder verboden componisten als Mahler, Debussy, Tsjaikovski en Mendelssohn.
De nasleep van de oorlog bleek nog voelbaar in 1951, toen de tot Duitser genaturaliseerde Nederlandse dirigent Paul van Kempen het optreden onmogelijk werd gemaakt door georganiseerde acties van de musici die mede samenhingen met onrust over wijzigingen in de bestuursstructuur: in 1951 werd het Concertgebouworkest, na langdurige strubbelingen, organisatorisch losgemaakt van Het Concertgebouw NV en ondergebracht in de Nederlandse Orkest Stichting. De eerste plannen voor deze fundamentele splitsing dateerden al uit het einde van de 19e eeuw.
In 1956 werd het 25-jarig jubileum van Van Beinum gevierd. Hij heeft de symfonieën van Bruckner geïntroduceerd in het vaste repertoire, maar voerde ook veel Franse muziek uit. Ook maakte hij in 1954, samen met Rafael Kubelík, de eerste Amerikaanse tournee, die veel bijdroeg tot de wereldfaam van het orkest. Tijdens de periode-Van Beinum was niet alleen Kubelík (1949-1955), maar ook George Szell (1958-1961) vast verbonden aan het Concertgebouworkest. Als gastdirigenten keerden Bruno Walter, Erich Kleiber, Otto Klemperer en Josef Krips regelmatig terug. 'Tweede dirigent' waren achtereenvolgens Hein Jordans, Henri Arends en Jan Brussen.
De veeleisende Szell was niet gelukkig met het gebrek aan concentratie en discipline dat hij bij de orkestleden constateerde. Ook Van Beinum had bij repetities weleens moeite de aandacht van de musici vast te houden. Zij droegen hem overigens op handen en zetten zich bij de uitvoeringen maximaal in. Van Beinum, die al geruime tijd hartpatiënt was, stierf in 1959 in de Grote Zaal terwijl hij de Eerste symfonie van Brahms repeteerde met het orkest.

### Bernard Haitink en Eugen Jochum, 1961-1963

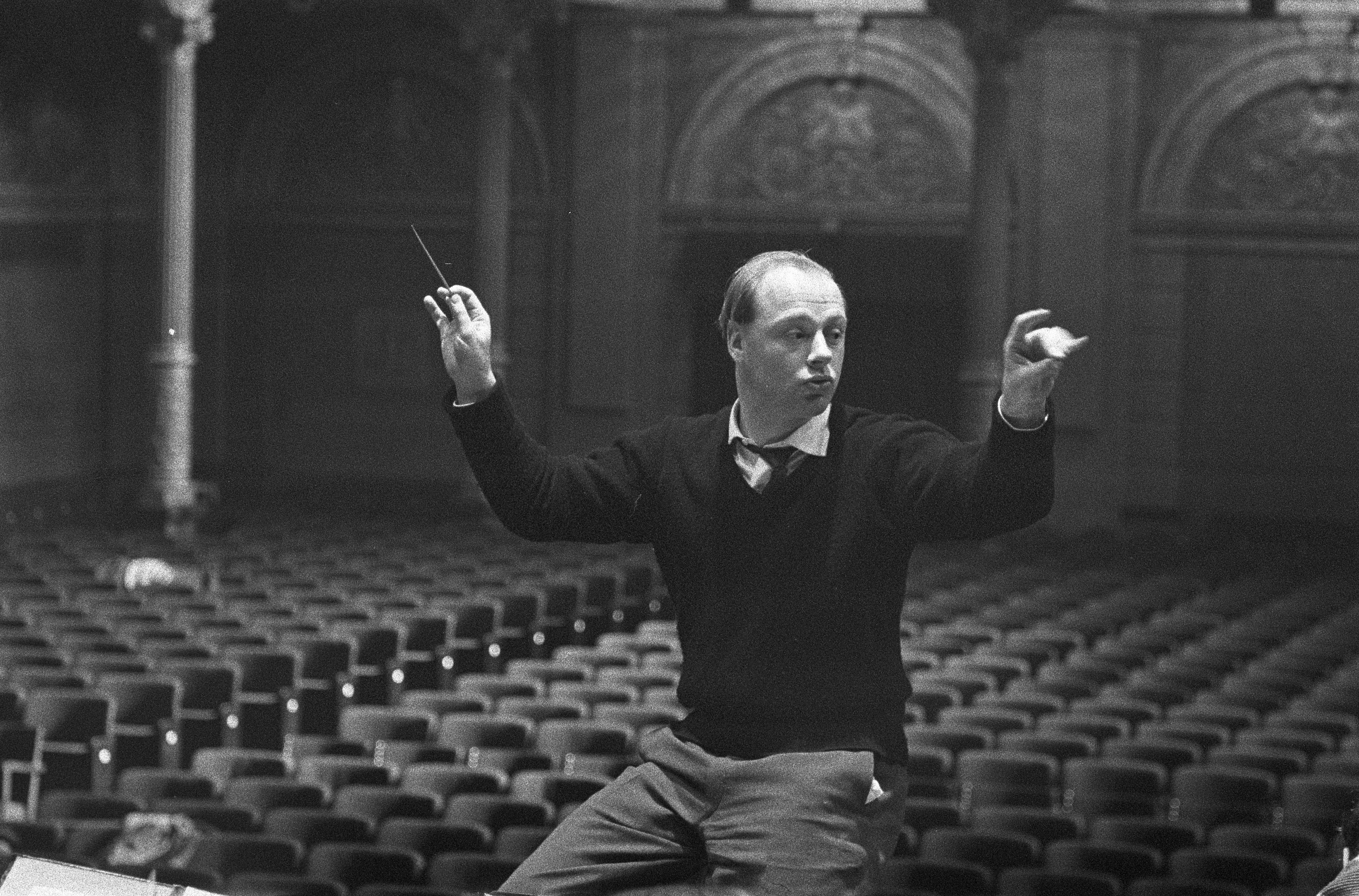
De jonge Haitink repeteert in 1960

Na de dood van Van Beinum werden twee chef-dirigenten benoemd: Bernard Haitink en Eugen Jochum, omdat het orkestbestuur vond dat een risico werd genomen met de benoeming van de nog jonge Haitink. Een ervaren collega naast hem zou een betere balans opleveren. In 1961 maakte het orkest opnieuw een tournee door de Verenigde Staten. In 1962, het 75-jarig jubileum van het orkest, werd wederom een tour gemaakt, deze keer in Japan. Traditiegetrouw speelden de werken van Mahler een centrale rol.

### Bernard Haitink, 1963-1988
Vanaf 1963 leidde Haitink als enige hoofddirigent het orkest. Als assistent-dirigenten waren achtereenvolgens Peter Erös, Edo de Waart, Hans Vonk, Willem Frederik Bon en Ed Spanjaard werkzaam. Buitenlandse gastdirigenten met wie het orkest een bijzondere band had, deels al sinds de periode-Van Beinum, waren Josef Krips, Antal Doráti, Carlo Maria Giulini en Colin Davis. Zij maakten ook opnamen met het orkest.
Haitink bouwde de internationale vermaardheid van het Concertgebouworkest flink uit, mede door vele plaatopnamen en buitenlandse tournees. Het repertoire was uitgebreid en gevarieerd; ook de eigentijdse muziek ontbrak niet. Net als Van Beinum toonde Haitink een bijzondere affiniteit met Franse muziek van onder anderen Debussy en Ravel. Daarnaast was de reputatie van het Concertgebouworkest voor een groot deel gebaseerd op vertolkingen van de muziek van de grote meesters van de Duits-Oostenrijkse school uit de classicistische en vooral romantische periodes (Beethoven, Schubert, Brahms, Bruckner, Mahler, Strauss).
Aktie Notenkraker

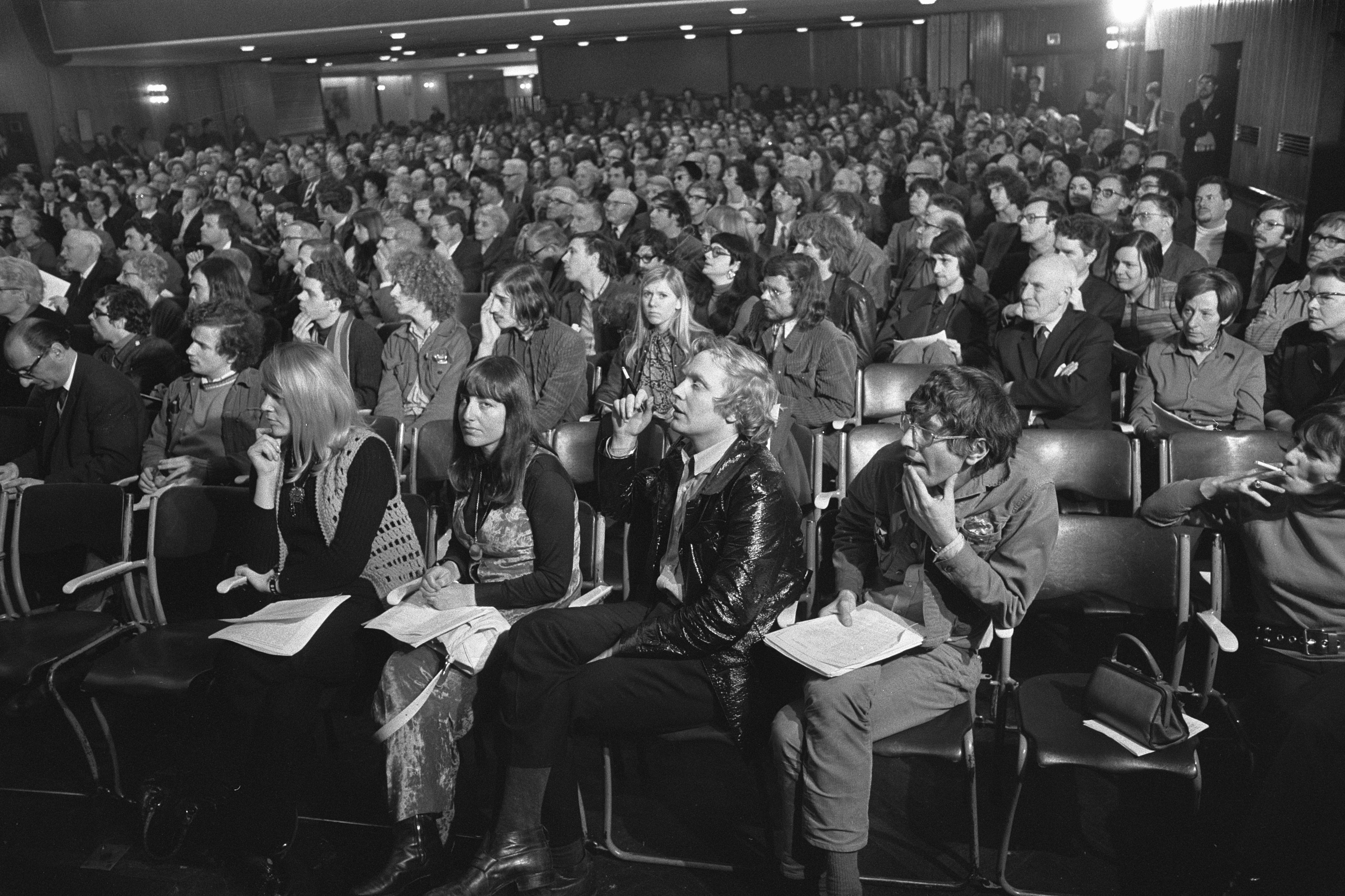
Discussie tussen Notenkrakers (onder wie Peter Schat en Reinbert de Leeuw) en het Concertgebouworkest (Hotel Krasnapolsky, 22 april 1970)

Eind jaren zestig kwam er groeiende kritiek van een groep jonge componisten, onder wie Reinbert de Leeuw en Louis Andriessen, die onder de naam Aktie Notenkraker in november 1969 een concert van Haitink verstoorden. Zij protesteerden tegen het in hun ogen conservatieve programmabeleid van Haitink en artistiek leider Marius Flothuis en eisten meer aandacht voor experimentele muziek. Nadat het orkestbestuur had toegezegd de repertoirekeuze doorzichtiger te maken, ebde het protest weg. De eis om Bruno Maderna als tweede chef-dirigent aan te stellen voor het eigentijdse repertoire was al eerder afgewezen.
Laatste jaren onder Haitink
In de programmering kwam in de jaren zeventig een belangrijke wijziging doordat zowel oude muziek als eigentijdse muziek in aparte series werden ondergebracht en aan gespecialiseerde dirigenten werden toevertrouwd. De Oostenrijkse dirigent Nikolaus Harnoncourt speelde een belangrijke rol in het spelen van barokmuziek en het klassieke en vroeg-romantische repertoire. Hij debuteerde bij het orkest in 1975 en introduceerde de inzichten van de authentieke uitvoeringspraktijk. Van 1978 tot zijn plotselinge dood in 1981 was naast Haitink ook de Sovjet-balling Kirill Kondrasjin vaste dirigent. Kondrasjin en Haitink maakten het orkest vertrouwd met onder meer de symfonieën van Sjostakovitsj.
In Haitinks periode verjongde het orkest zich aanzienlijk: de gemiddelde leeftijd van de musici in 1982 was 38 jaar. In de vroege jaren tachtig werd de positie van het Concertgebouworkest ernstig bedreigd. Door een substantiële korting op de overheidssubsidie hadden 23 musici hun baan kunnen verliezen. Haitink kondigde toen zijn vertrek aan als deze plannen zouden doorgaan. Uiteindelijk werd er niet gekort op de subsidie en bleef hij nog een aantal jaren bij het orkest. De verstandhouding tussen hem en de orkestdirectie (Hein van Royen) was echter niet goed meer toen hij in 1988 vertrok. Het afscheid was pijnlijk. Pas in 1999 werd de relatie hersteld en daarna stond Haitink met enige regelmaat als eredirigent weer voor het KCO.

### Riccardo Chailly, 1988-2004

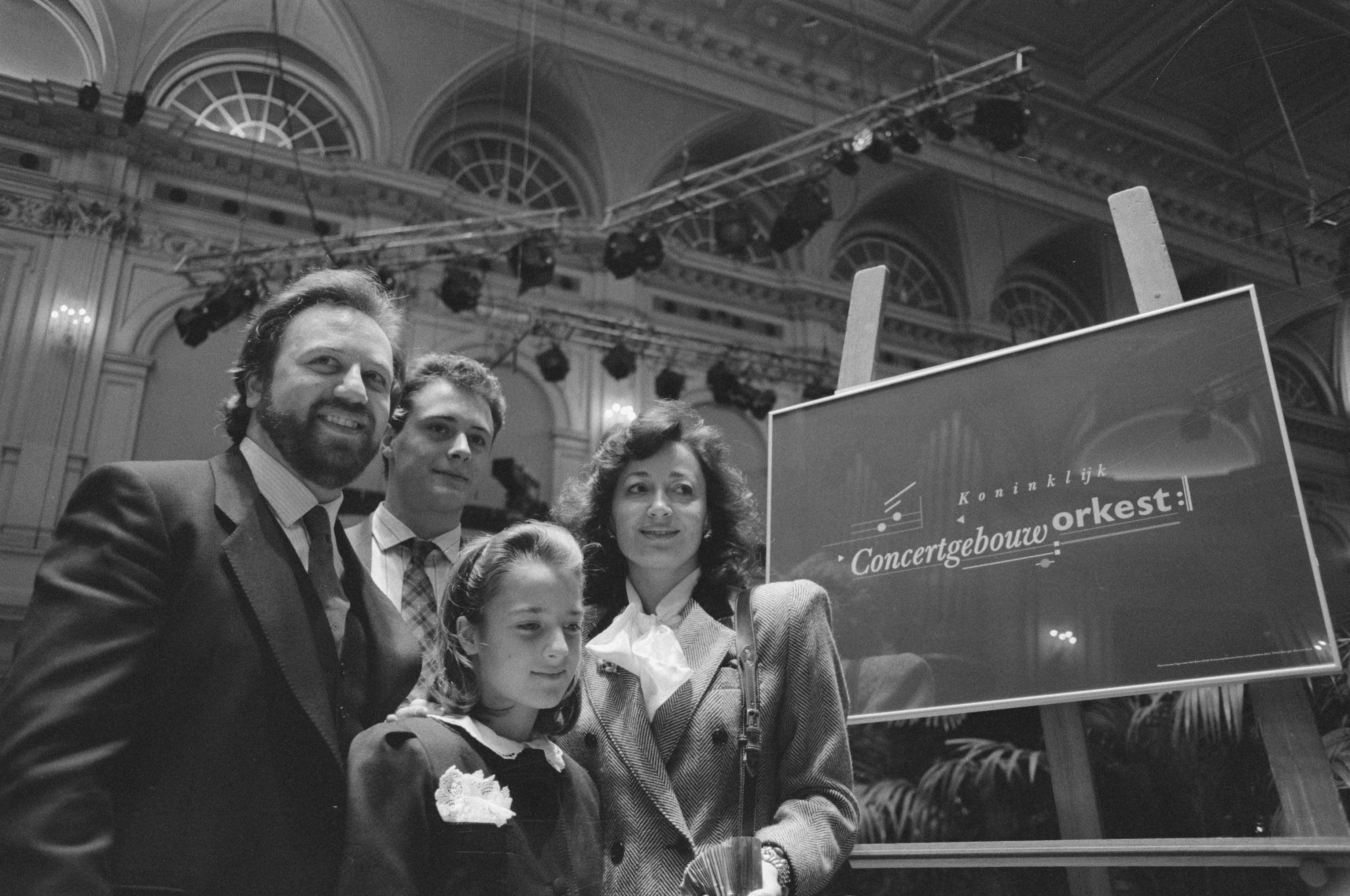
De pasbenoemde Riccardo Chailly
en zijn gezin in 1988

Tijdens het eeuwfeest in 1988 werd het Concertgebouworkest door koningin Beatrix het predicaat Koninklijk toegekend. Na het eeuwfeest werd Riccardo Chailly chef-dirigent. Hij was na Jochum de tweede niet-Nederlandse chef van het KCO. Hij heeft een impuls gegeven aan de interpretatie van eigentijdse muziek en opera. Het repertoire kreeg daardoor een ander accent, al verwaarloosde ook Chailly de grote symfonieën van Bruckner en Mahler niet. Hij bracht ook een vergeten Nederlandse componist als Johan Wagenaar onder de aandacht en dirigeerde - wat Haitink nooit gedaan had - op Palmzondag 1999 de Matthäus-Passion. Hij beluisterde alle opnamen van Mengelberg en bestudeerde de aantekeningen in diens partituren om zich te laten inspireren door deze bewonderde voorganger.
In 1994 richtten het Concertgebouw, het Koninklijk Concertgebouworkest en de Vrienden van het Concertgebouw en het Koninklijk Concertgebouworkest de jongerenvereniging Entrée op, met als doel drempelverlaging van het Concertgebouw en het orkest voor jongeren door kortingen te bieden op een deel van het reguliere concertaanbod en door het organiseren van projecten gericht op jongeren. In april 2008 had de vereniging 4.300 leden in de leeftijd tot en met 26 jaar.
In 1995 organiseerde het orkest het tweede Mahlerfeest, 75 jaar na het eerste en honderd jaar na Mengelbergs aantreden als dirigent. Hierbij werden ook diverse buitenlandse orkesten betrokken.

### Mariss Jansons, 2004 - 2015

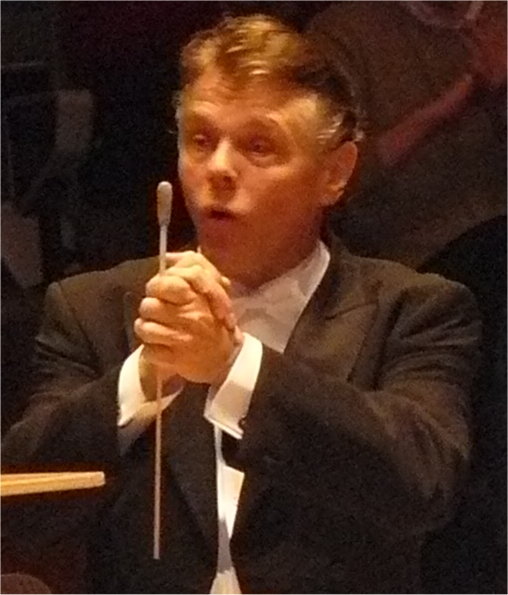
Mariss Jansons in 2008

In 2004 werd Mariss Jansons chef-dirigent van het orkest. Het orkest bestond dat jaar uit 120 leden. De concertmeesters waren Vesko Eschkenazy en Alexander Kerr. Tevens werd in dat jaar het eigen label RCO Live opgericht. Het Concertgebouworkest heeft in 2006 veel aandacht besteed aan de honderd jaar eerder geboren Sjostakovitsj.
Op 24 oktober 2008 vierde het Concertgebouworkest zijn 120-jarig bestaan met een concert in het Concertgebouw onder leiding van Mariss Jansons. Er werden werken ten gehore gebracht van Beethoven, Rossini, De Falla, Berio en Richard Strauss. De pianiste Mitsuko Uchida en de mezzosopraan Tania Kross (mezzosopraan) gaven medewerking aan dit jubileumconcert. Aanwezig waren de beschermvrouwe van het Concertgebouworkest, prinses Máxima, haar echtgenoot prins Willem-Alexander en burgemeester Cohen van Amsterdam. In hetzelfde jaar publiceerde het Britse muziektijdschrift Gramophone de uitkomst van een opiniepeiling onder een groep recensenten. Zij hadden het Concertgebouworkest uitgeroepen tot het beste orkest ter wereld.
Er bleef een rol weggelegd voor andere dirigenten met wie het orkest een bijzondere band had. In 2009 dirigeerde Haitink de traditionele kerstmatinee. Eigenlijk is het aan de chef-dirigent om dit concert te leiden, maar dit was voor het eerst in 33 jaar niet het geval. Tijdens de matinee werden liederen naar Des Knaben Wunderhorn (Mahler), door mezzosopraan Christianne Stotijn, en de Zesde symphonie (Pastorale) van Beethoven ten gehore gebracht. Nikolaus Harnoncourt was honorair gastdirigent sinds 2000 en stond in oktober 2013 voor het laatst voor het Concertgebouworkest.
Naar aanleiding van het 100ste sterfjaar van Mahler in 2011 werden in de seizoenen 2009-2011 al diens symfonieën ten gehore gebracht. Onder anderen Jansons, Haitink, Pierre Boulez, Lorin Maazel en Iván Fischer dirigeerden concerten in deze cyclus.
Jansons kondigde wegens gezondheidsredenen zijn vertrek aan na het seizoen 2014-2015. Zijn laatste concert vond plaats op 20 maart 2015.

### Daniele Gatti 2016 - 2018
In oktober 2014 werd de benoeming aangekondigd van Daniele Gatti als chef-dirigent met ingang van het seizoen 2016-2017. Sinds 2004 was hij met regelmaat gastdirigent bij het orkest.
In de zomer van 2018 maakte het Concertgebouworkest bekend de samenwerking met Gatti te beëindigen in verband met "een onherstelbare beschadiging van het vertrouwen tussen het orkest en de chef-dirigent" na beschuldigingen van ongewenst gedrag. Over de aard en omvang van de beschuldigingen werd nauwelijks iets meegedeeld. Tussen het Concertgebouworkest en Gatti werd in april 2019 een schikking getroffen die onder meer inhield dat een aantal opnamen van Gatti met het orkest alsnog werd uitgebracht. Gatti's internationale carrière ondervond geen schade door de breuk met het Concertgebouworkest.

### Periode na 2018
Na het vertrek van Daniele Gatti werden zijn concerten overgenomen door vele gastdirigenten. Voor de langere termijn werd gezocht naar een nieuwe chef-dirigent, maar die werd niet gevonden: gedoodverfde kandidaten waren elders reeds verplichtingen aangegaan. In oktober 2020 werd, naast de benoeming van Iván Fischer tot honorair gastdirigent per september 2021, bekendgemaakt dat het orkest nog zeker drie jaar geen vaste chef-dirigent zou hebben.
In juni 2022 werd bekendgemaakt dat de Finse dirigent Klaus Mäkelä met ingang van het seizoen 2022-2023 benoemd is voor een tienjarige verbintenis met het Koninklijk Concertgebouworkest, de eerste vijf jaar als 'artistiek partner' (vanwege zijn verplichtingen elders) en vanaf 2027 als chef-dirigent.
In mei 2024 maakte het orkest bekend dat met ingang van het seizoen 2024-2025 de nieuwe functie van Bernard Haitink associate conductor wordt gecreëerd, bekostigd door een donatie van de familie Haitink. De achtergrond hiervan is de wens om talentontwikkeling voor jonge dirigenten mogelijk te maken. De eerste associate conductor wordt de in 2000 geboren Duitse dirigent en pianist Aurel Dawidiuk met een contract voor twee seizoenen.
In 2020 werd opnieuw een Mahler-festival georganiseerd, maar door de op dat moment heersende coronacrisis in Nederland moest het worden uitgesteld tot mei 2025. Net als in 1995 werd hierbij het gehele symfonisch oeuvre van Gustav Mahler uitgevoerd, deels door het Concertgebouworkest en deels door gastdirigenten en buitenlandse orkesten.

## Eretitels
De voormalige chef-dirigent Riccardo Chailly is als conductor emeritus aan het orkest verbonden. Iván Fischer is  met ingang van het seizoen 2021-2022 honorair gastdirigent.

## Fotogalerij van dirigenten
Chef-dirigenten

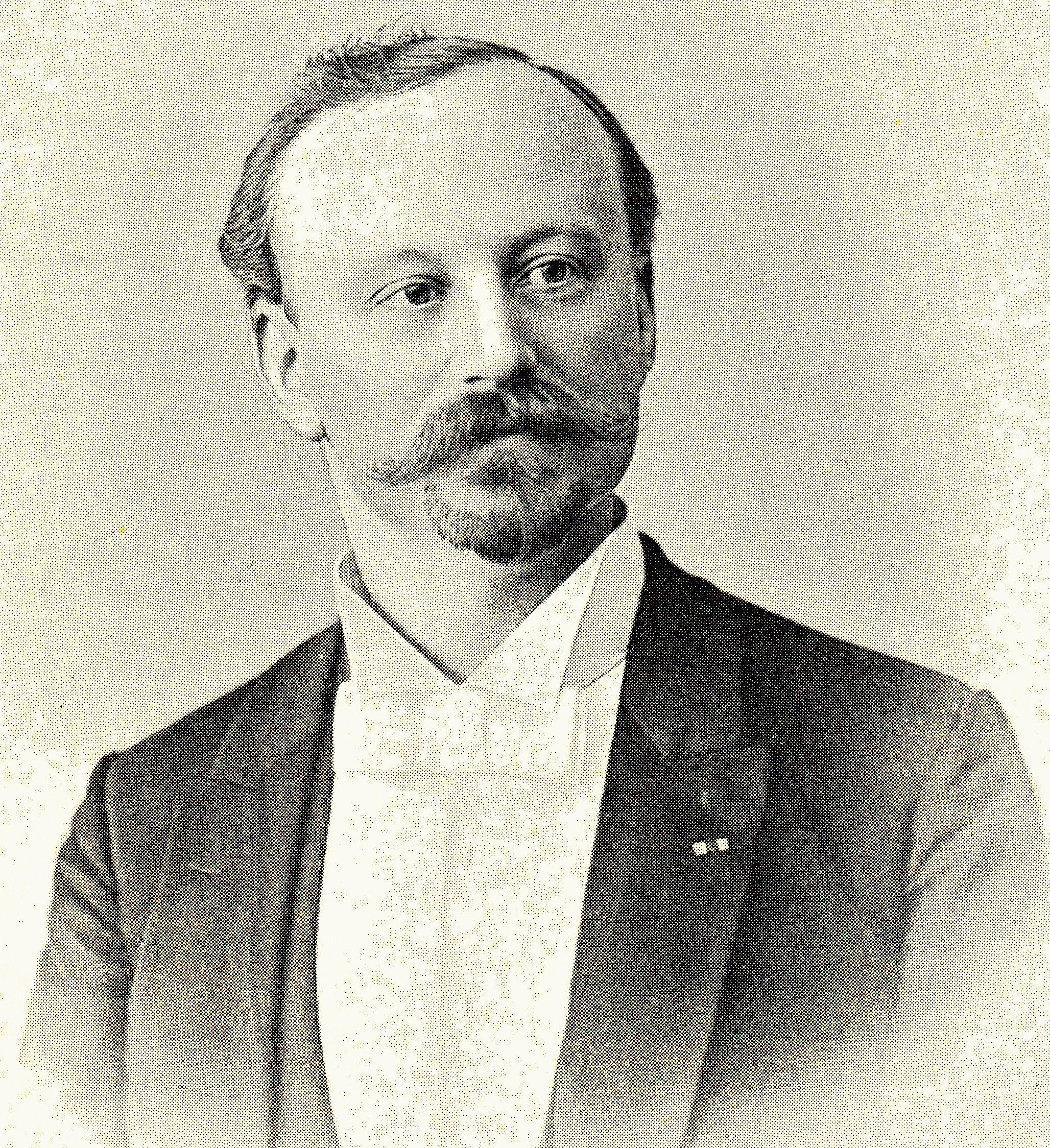
Willem Kes (chef-dirigent 1888-1895)
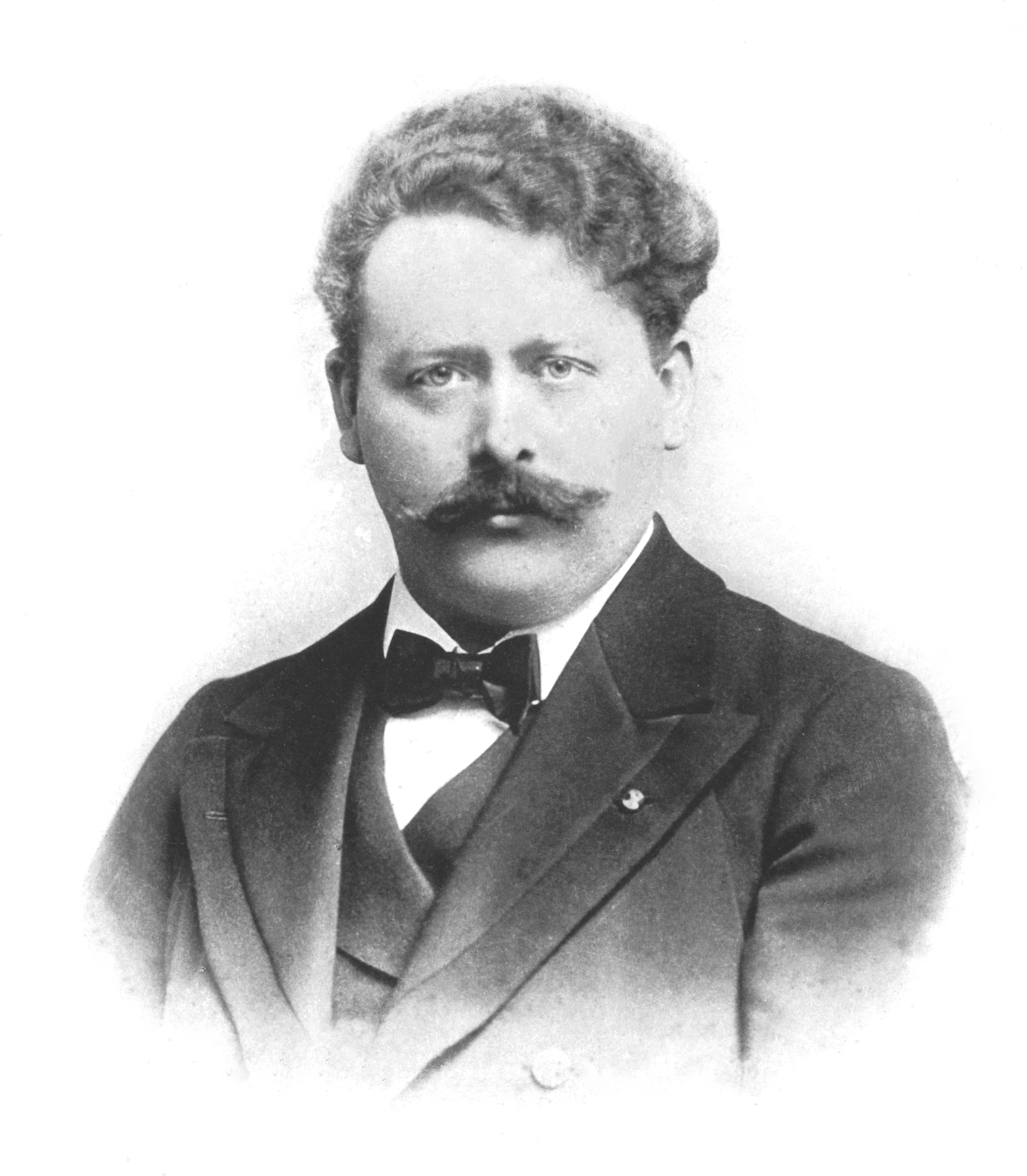
Willem Mengelberg (chef-dirigent 1895-1945)
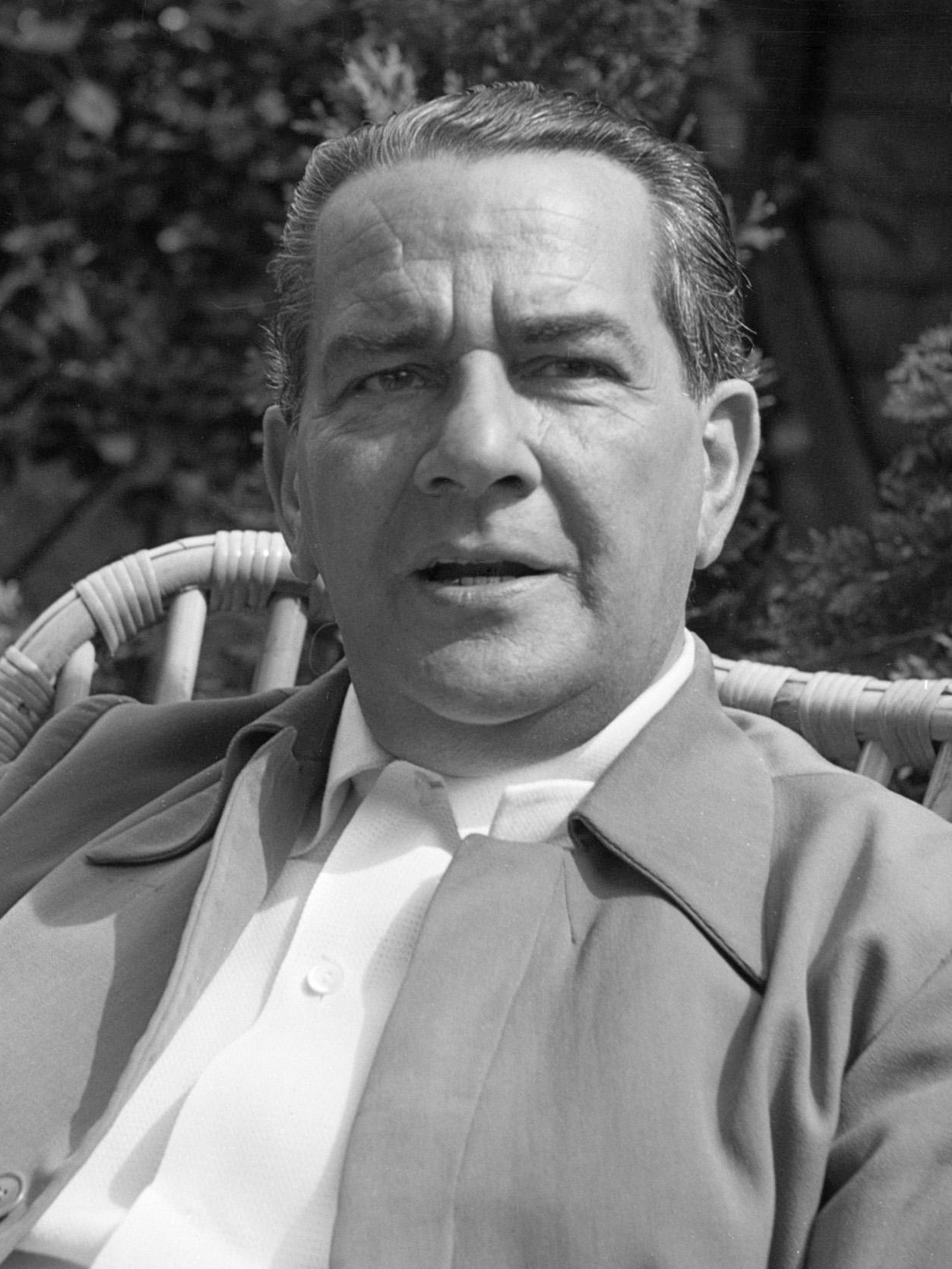
Eduard van Beinum (2e dirigent 1931-1938, 1e dirigent 1938-1945, chef-dirigent 1945-1959)
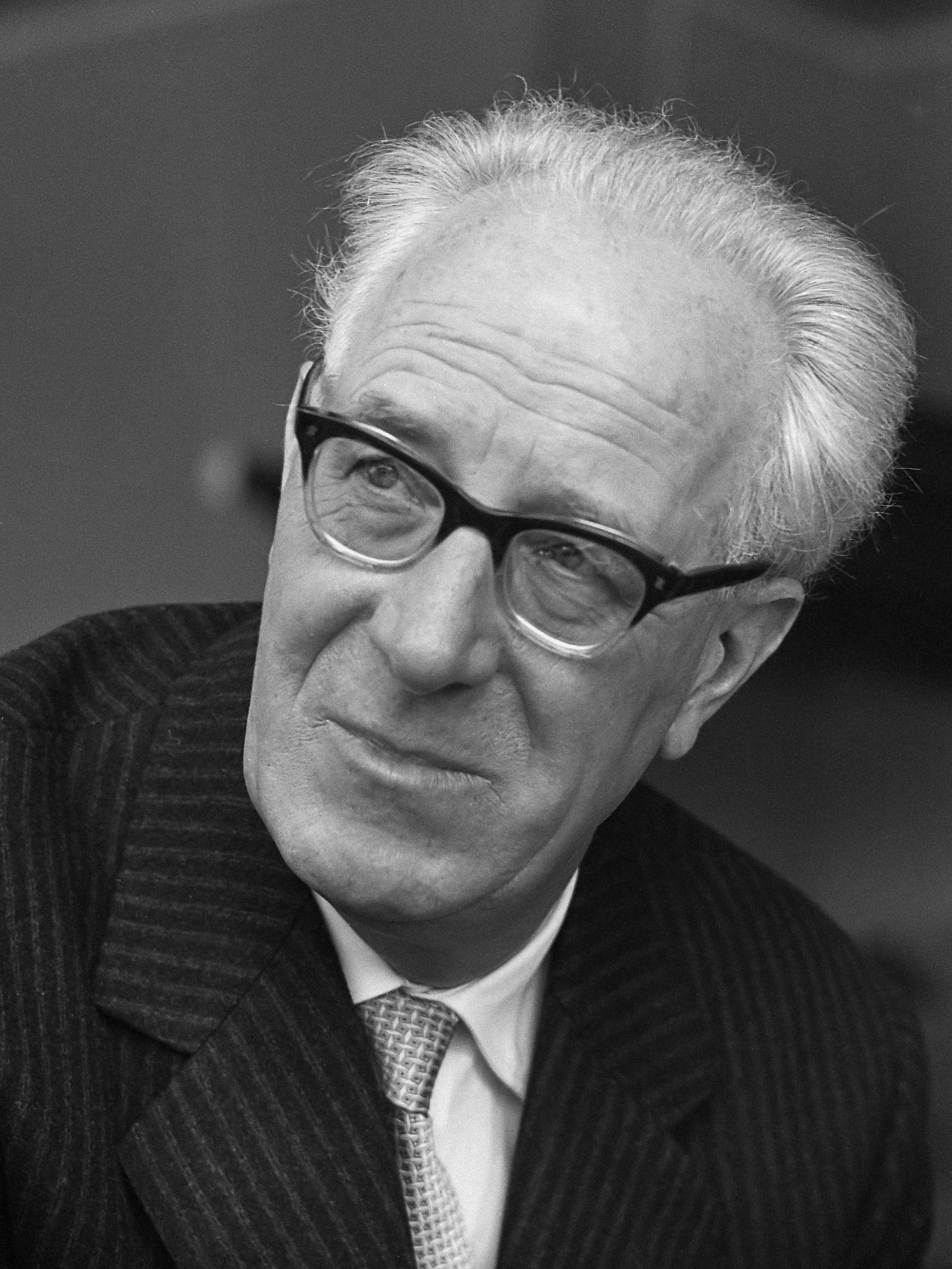
Eugen Jochum (1e dirigent 1941-1943, chef-dirigent 1961-1963)
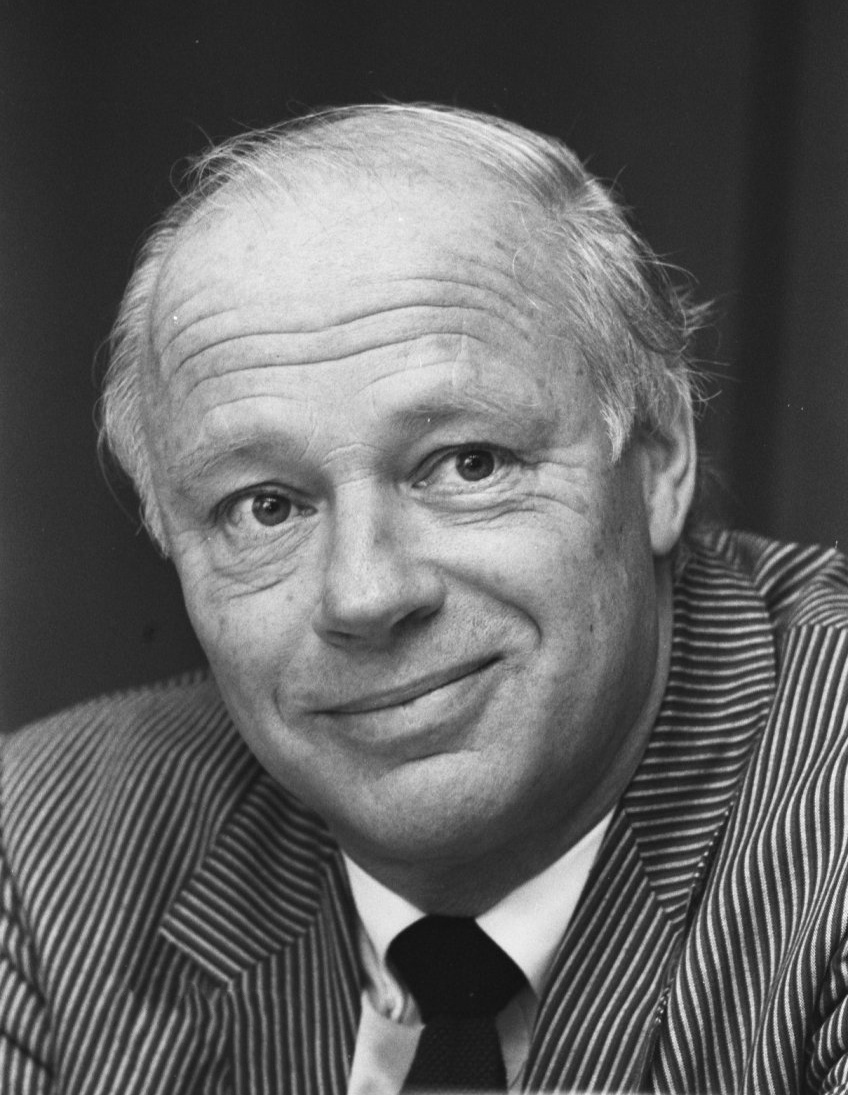
Bernard Haitink (chef-dirigent 1961-1988, eredirigent 1999-2019)
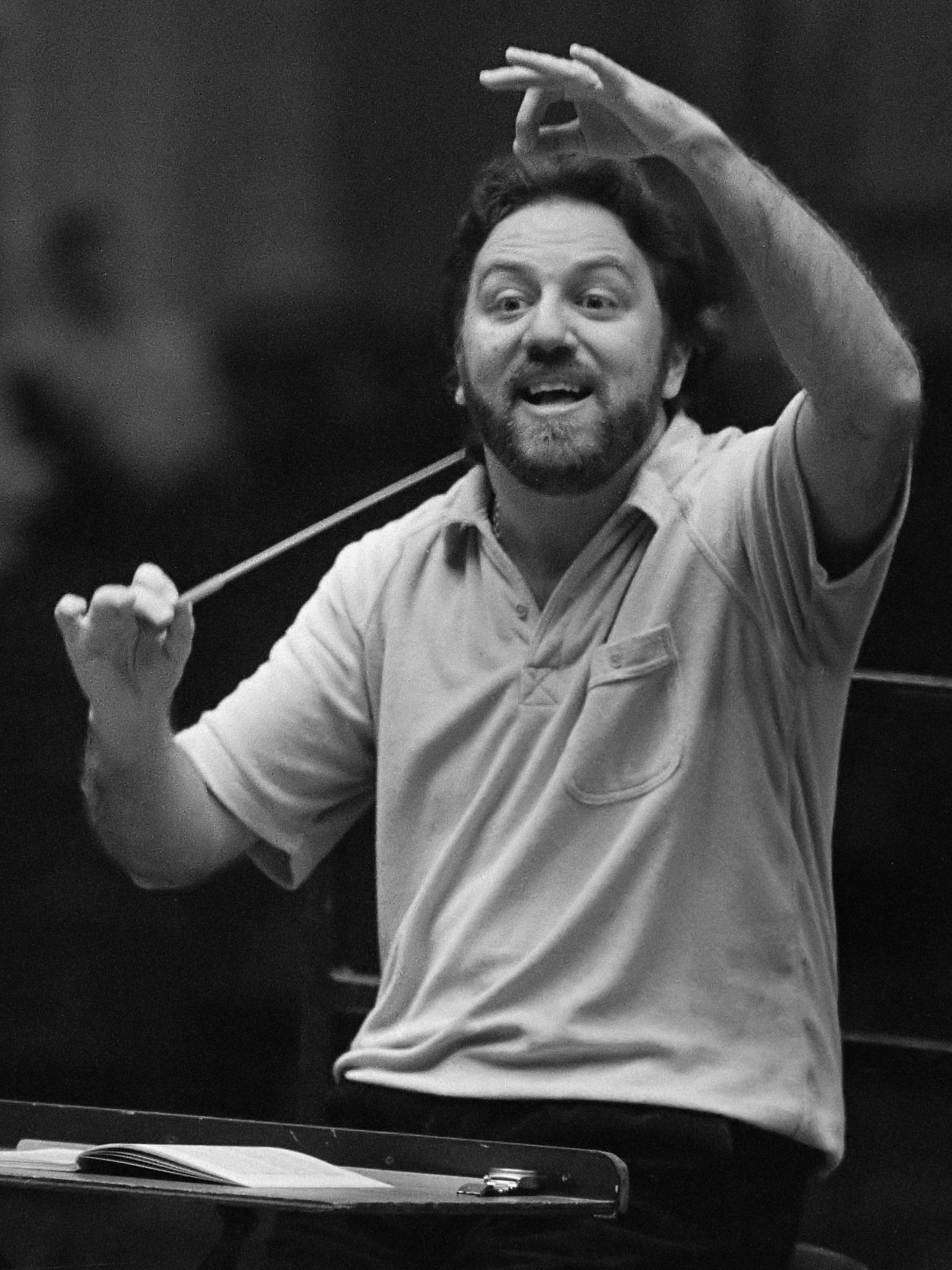
Riccardo Chailly (chef-dirigent 1988-2004, sindsdien conductor emeritus)
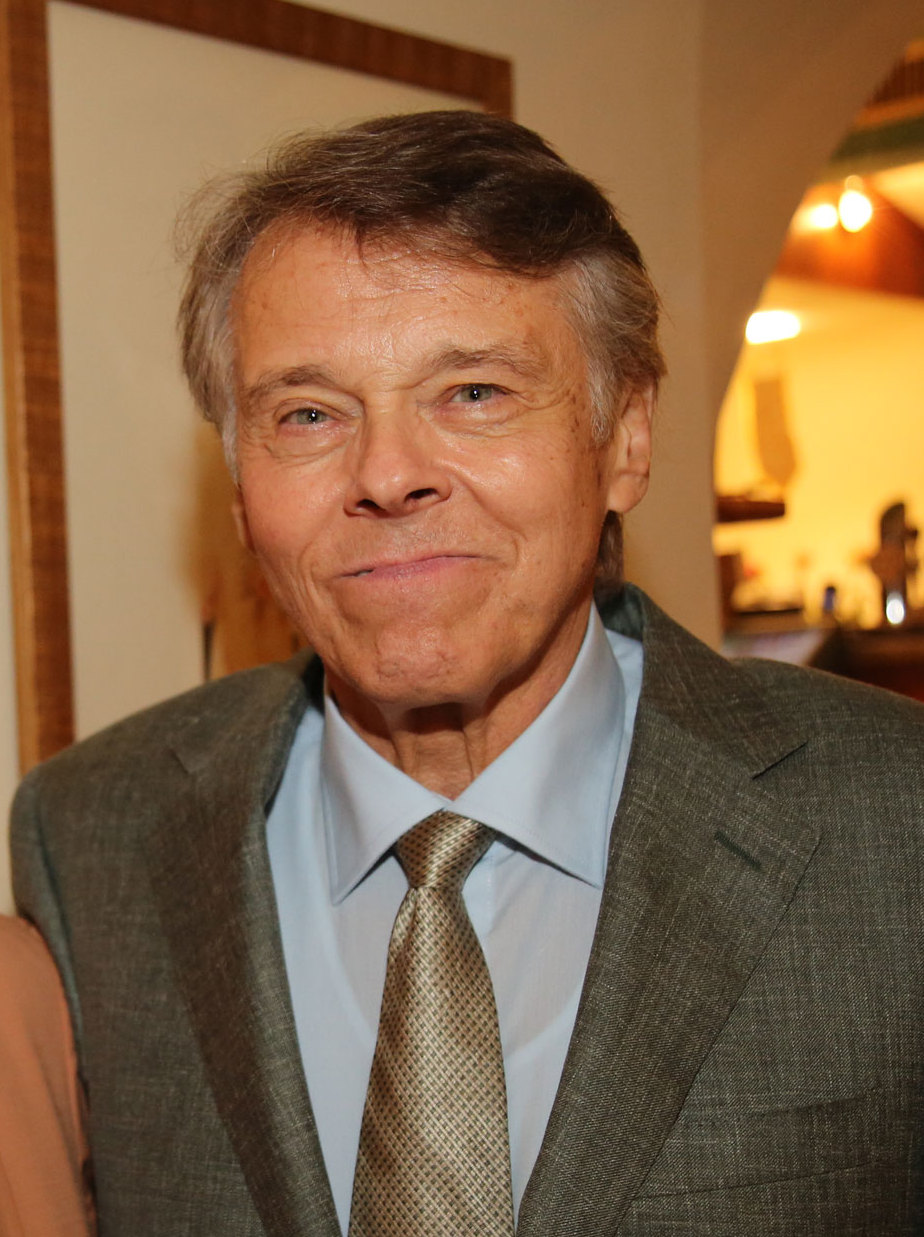
Mariss Jansons (chef-dirigent 2004-2015, conductor emeritus 2015-2019)
Daniele Gatti (chef-dirigent 2016-2018)
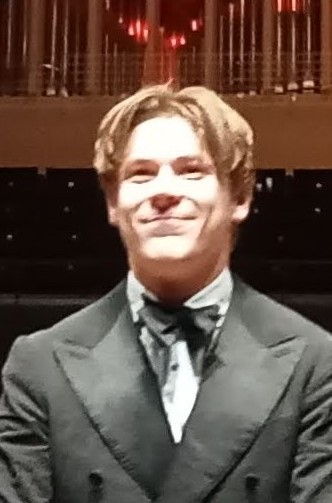
Klaus Mäkelä ('artistiek partner' m.i.v. 2022 en beoogd chef-dirigent)

Overige dirigenten met een vaste verbintenis

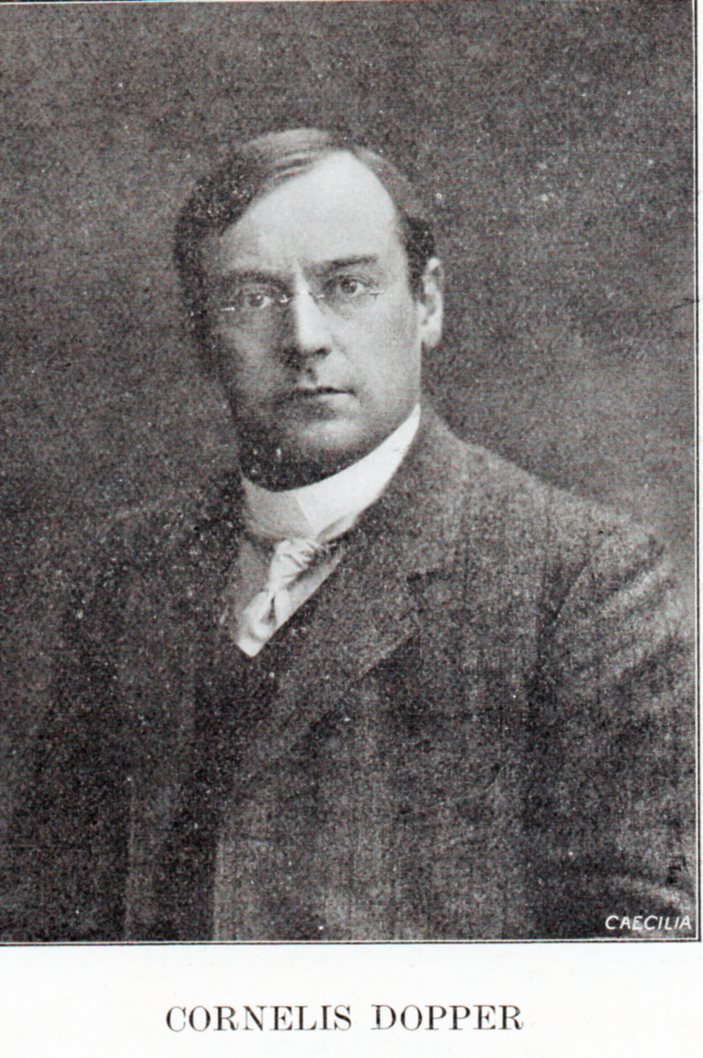
Cornelis Dopper (2e dirigent 1908-1931)
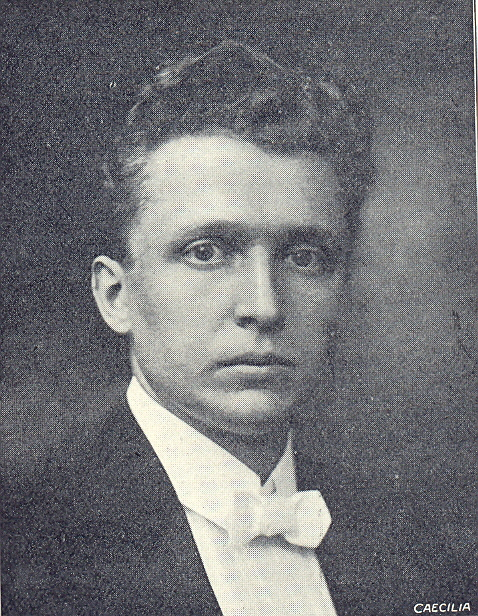
Evert Cornelis (2e dirigent 1909-1919)
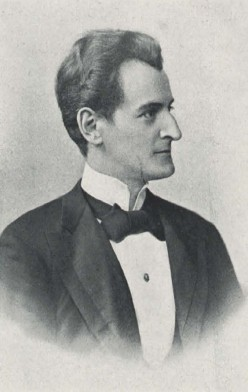
Karl Muck (1e dirigent 1921-1925)
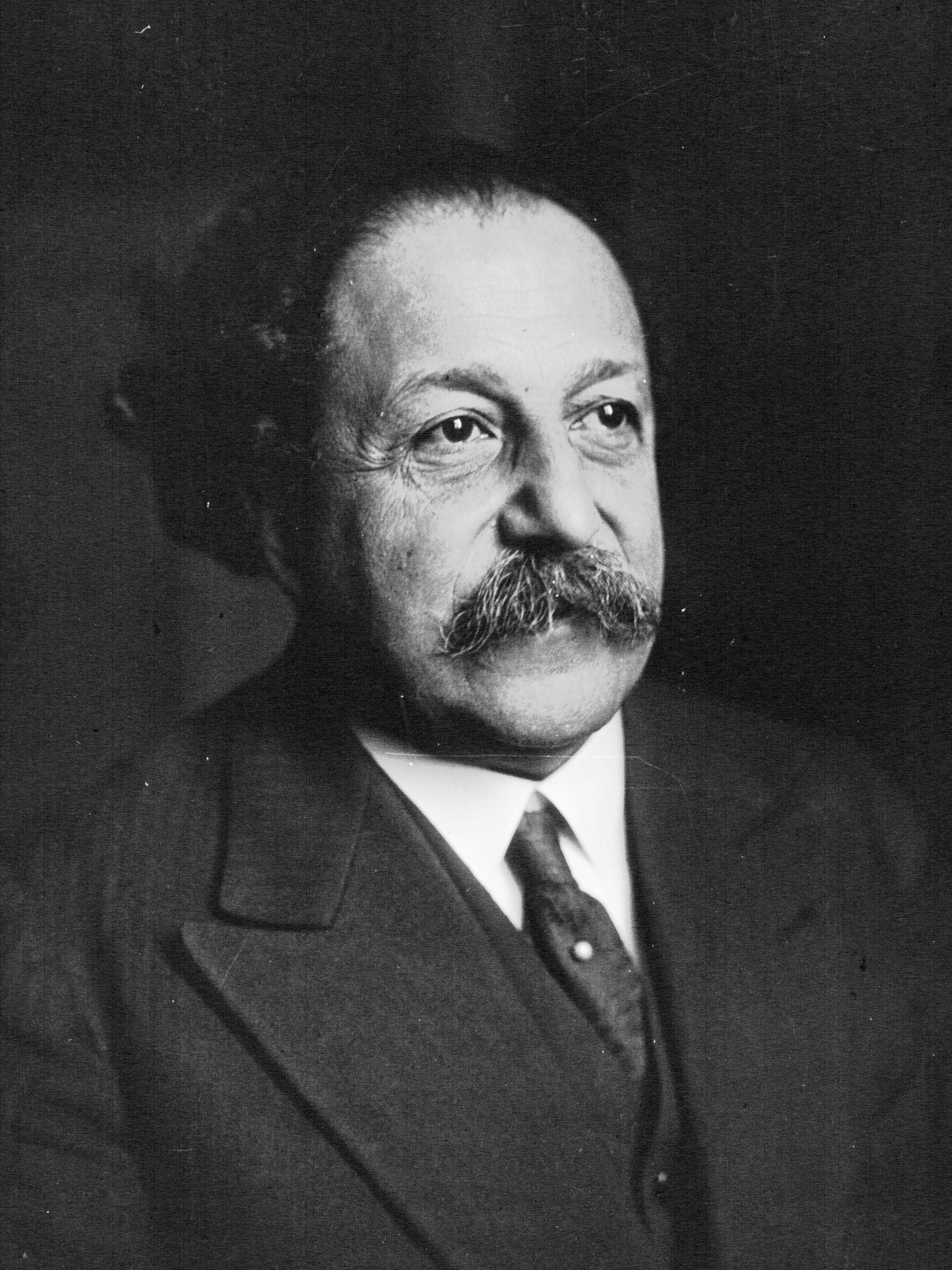
Pierre Monteux (1e dirigent 1924-1934)
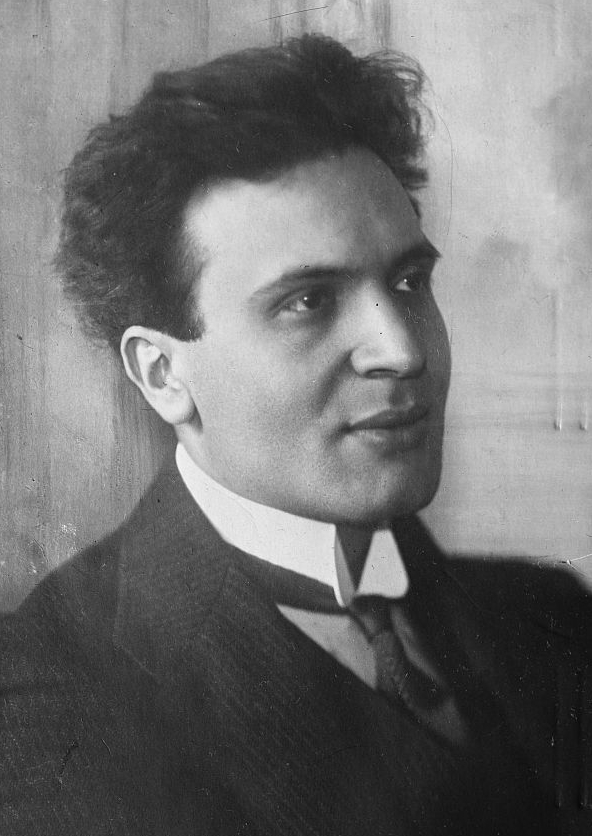
Bruno Walter (1e dirigent 1934-1939)
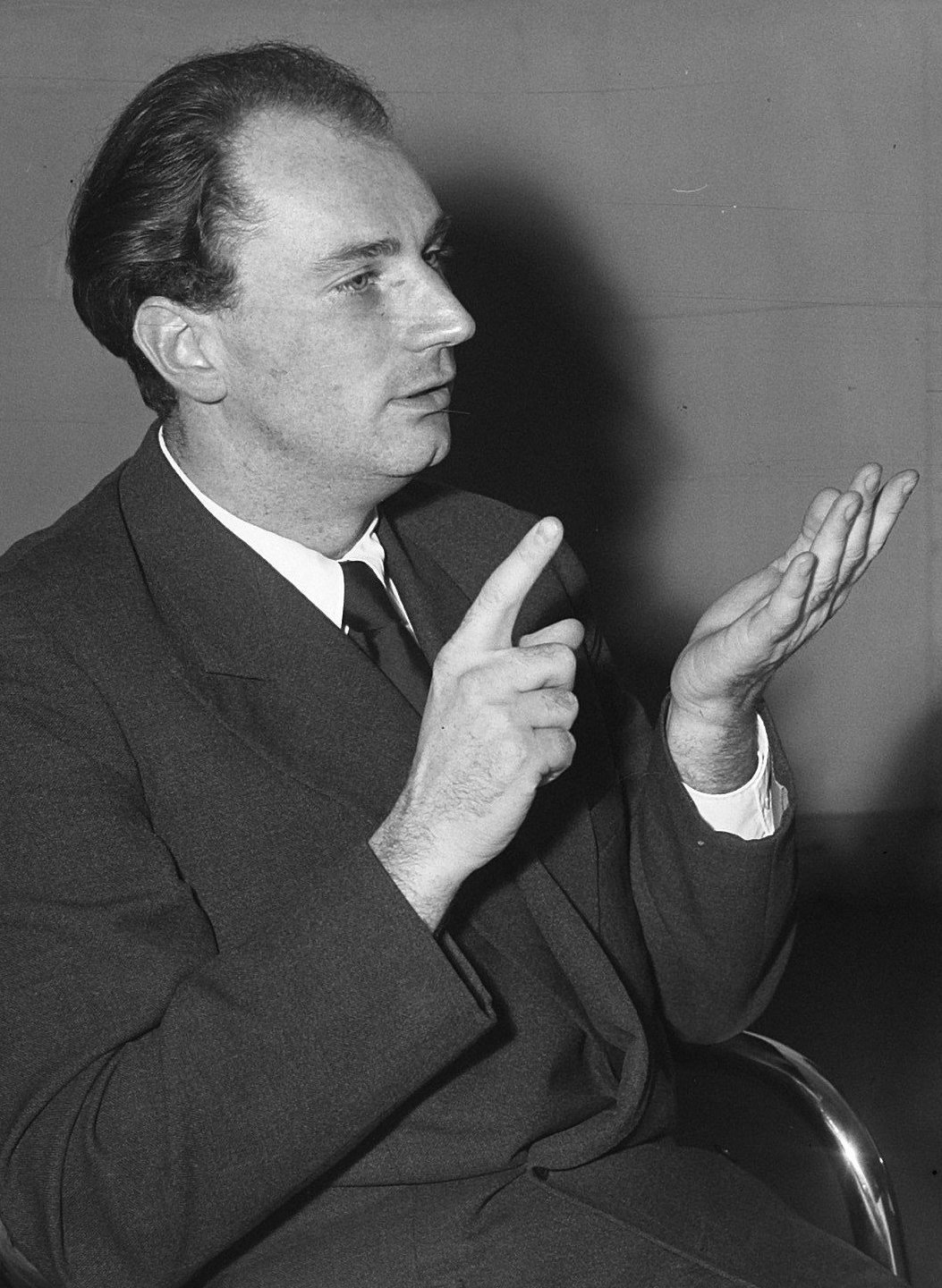
Rafael Kubelík (vaste dirigent 1949-1955)
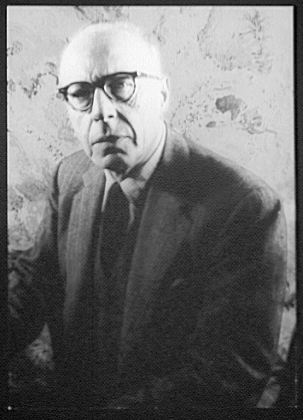
George Szell (vaste dirigent 1958-1961)
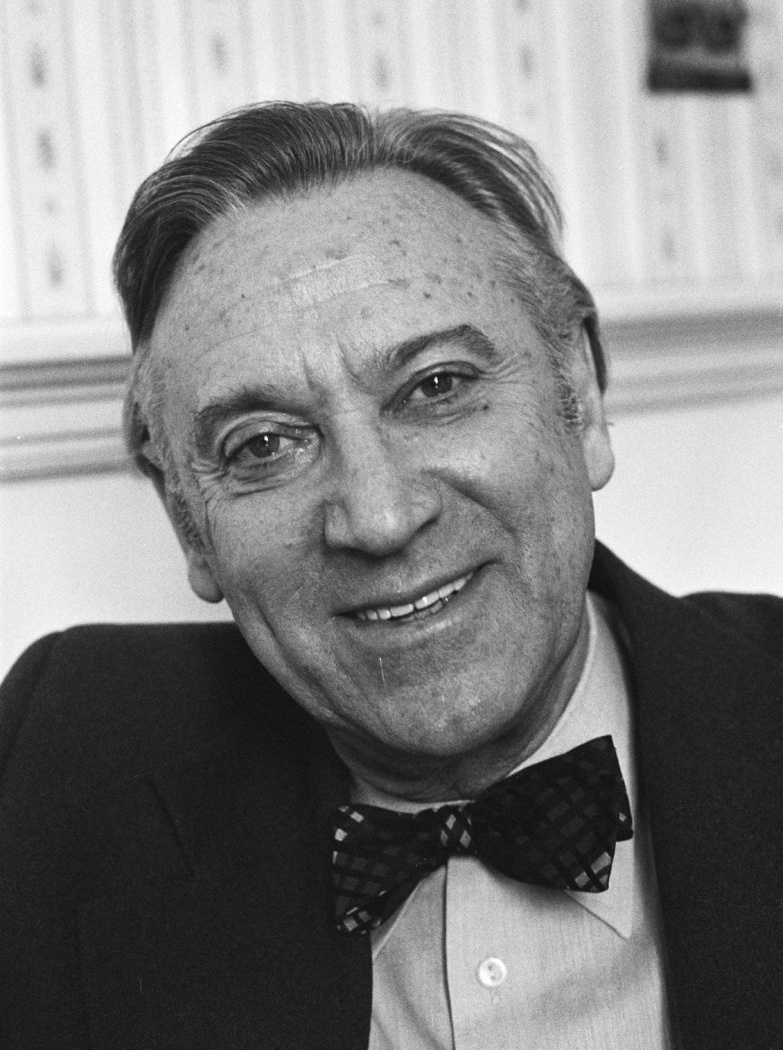
Kirill Kondrasjin (vaste dirigent 1978-1981)
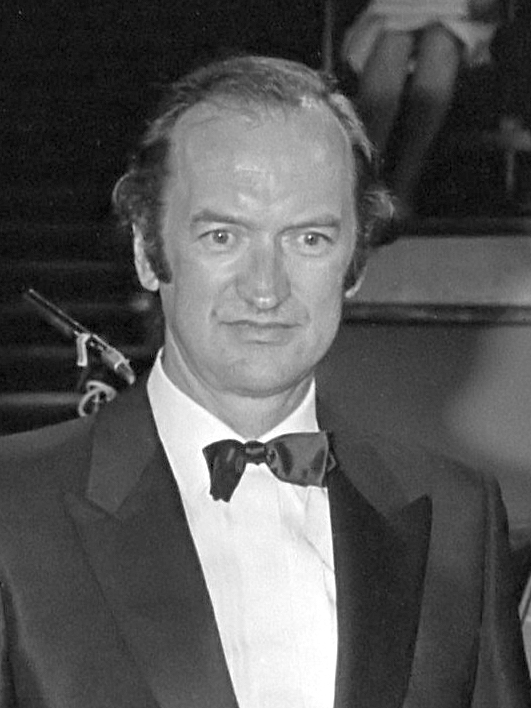
Nikolaus Harnoncourt (honorair gastdirigent 2000-2016)
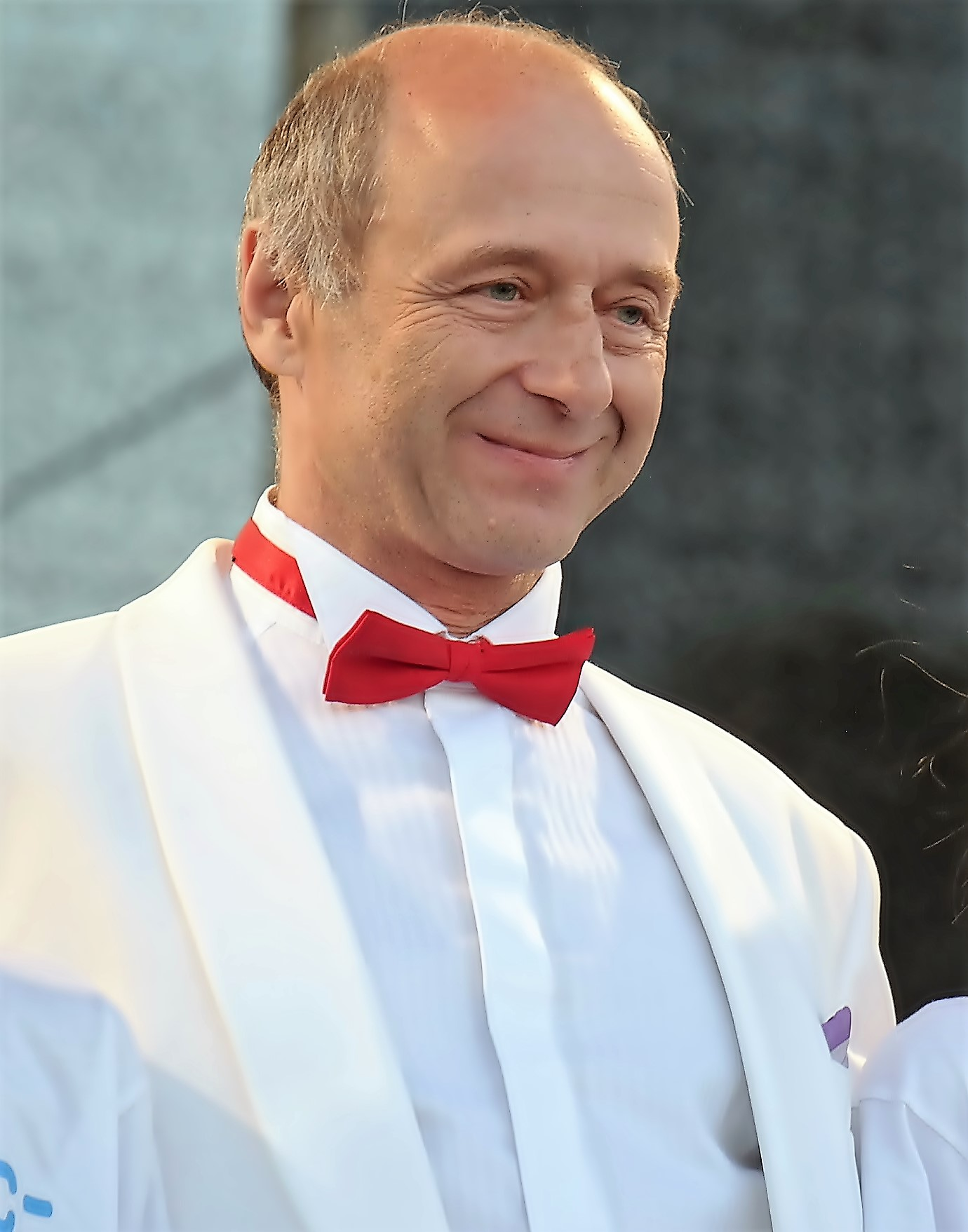
Iván Fischer (honorair gastdirigent m.i.v. 2021)

## Concertmeesters
De functie van 1e concertmeester wordt gedeeld door Vesko Eschkenazy (sinds 1999) en Liviu Prunaru (sinds 2006).
Tot de bekende 1e concertmeesters van het (Koninklijk) Concertgebouworkest behoren de violisten Christiaan Timmner (1888-1895, 1904-1911), André Spoor (1895-1904), Louis Zimmerman(n) (1899-1904, 1911-1940), Alex A. Polak (1915-1934), Ferdinand Helmann (1919-1948), Zoltán Székely (1940-1942), Jan Bresser (1940-1965), Jan Damen (1948-1957), Jacob Krachmalnick (1958-1960), Steven Staryk (1960-1963), Herman Krebbers (1962-1980), Jo Juda (1963-1974), Theo Olof (1974-1985), Viktor Liberman (1985-1996), Jaap van Zweden (1979-1995), Rudolf Koelman (1996-1999), Alexander Kerr (1996-2006).

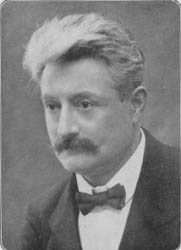
André Spoor (1895-1904)
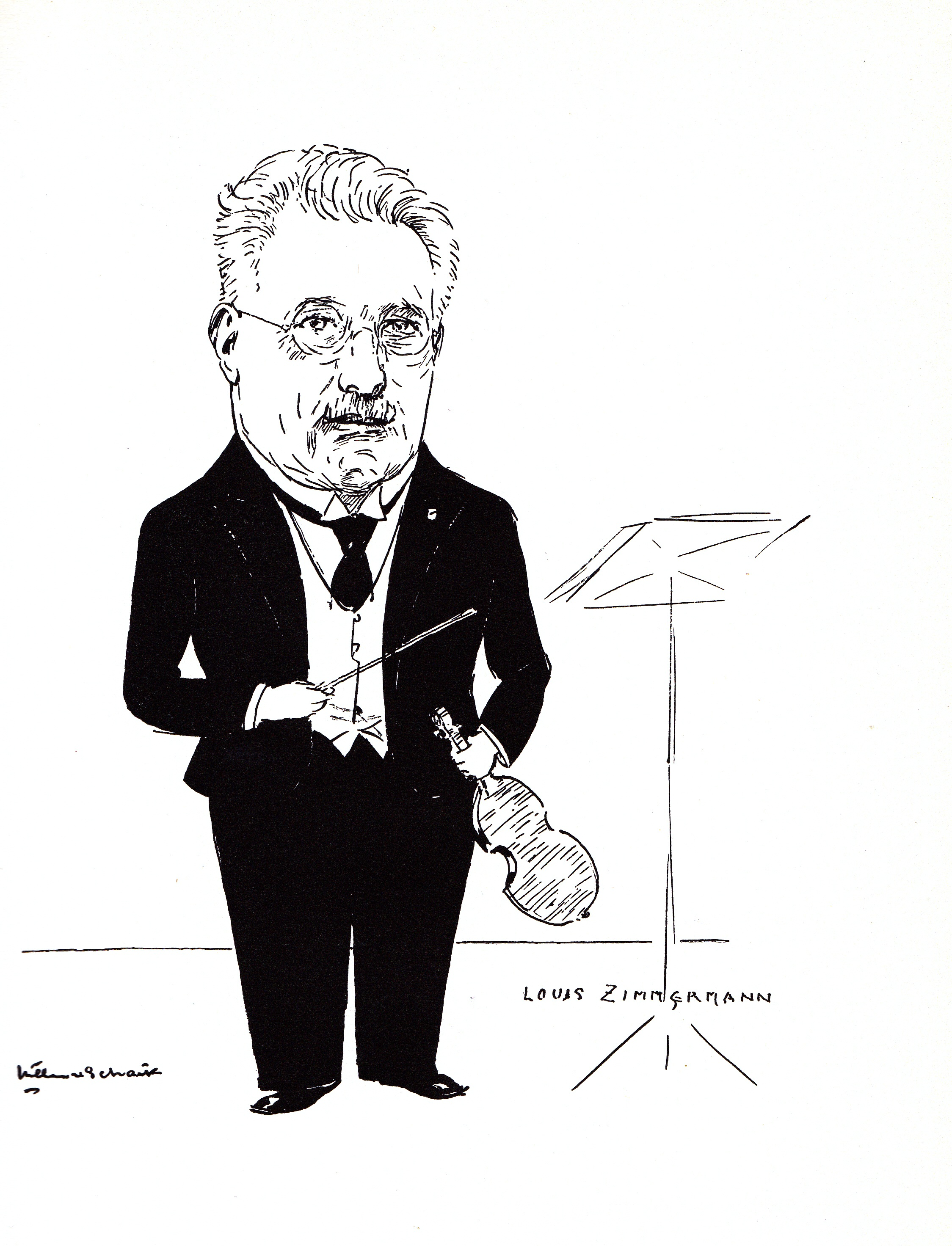
Louis Zimmerman(n) (1899-1904/1911-1940)
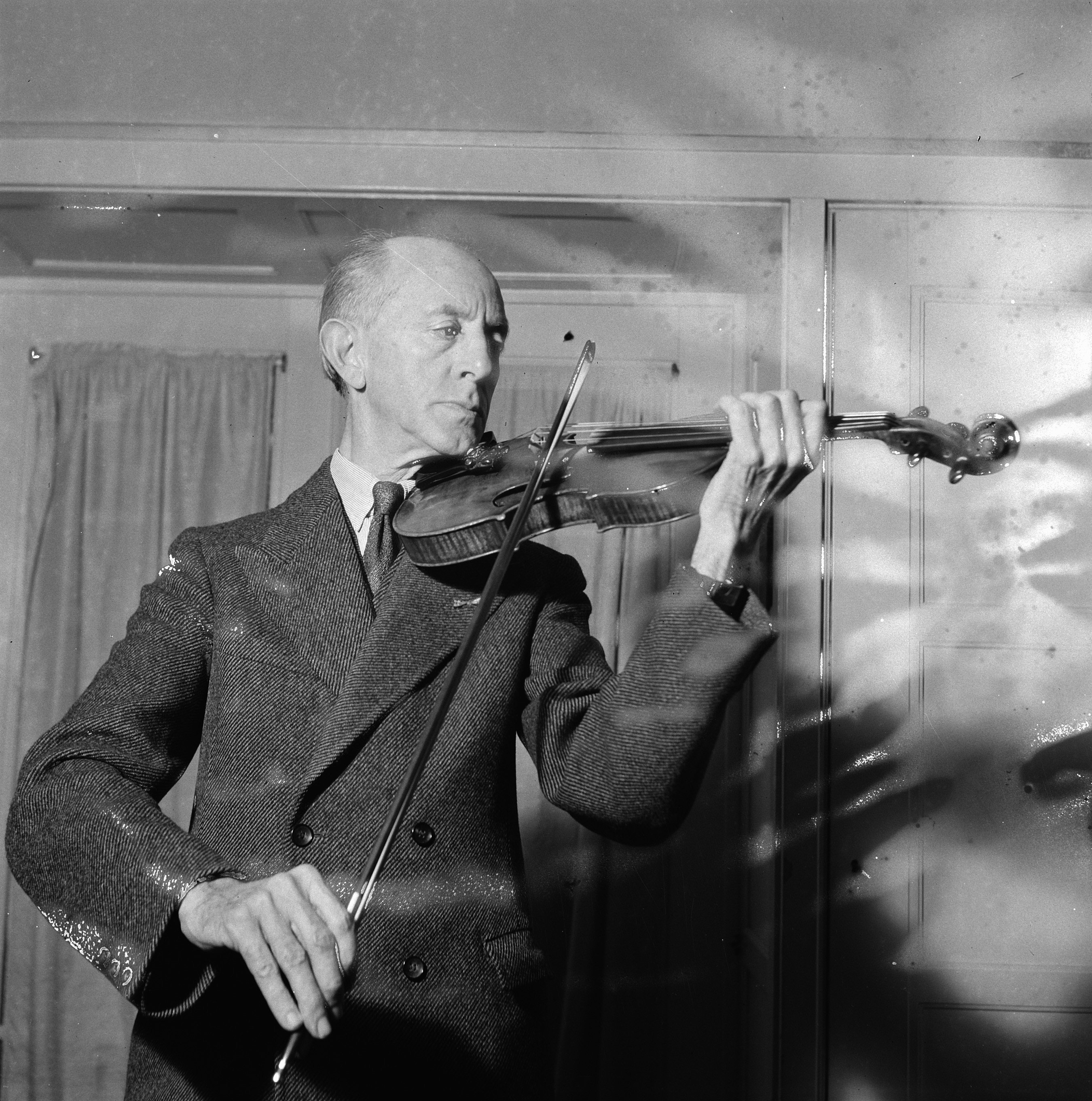
Ferdinand Helmann (1919-1948)
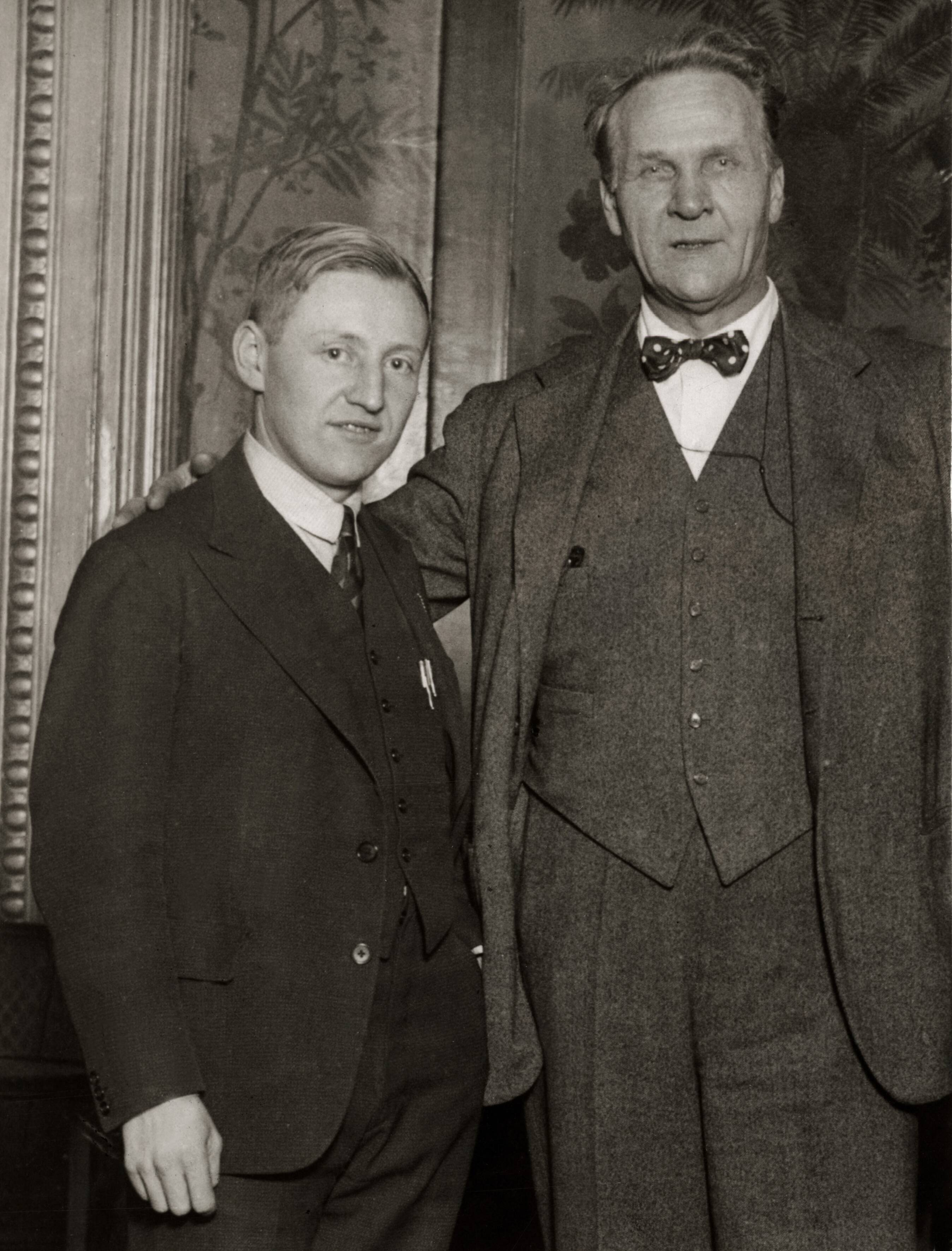
Zoltán Székely (1940-1942) (l., met Fjodor Sjaljapin)
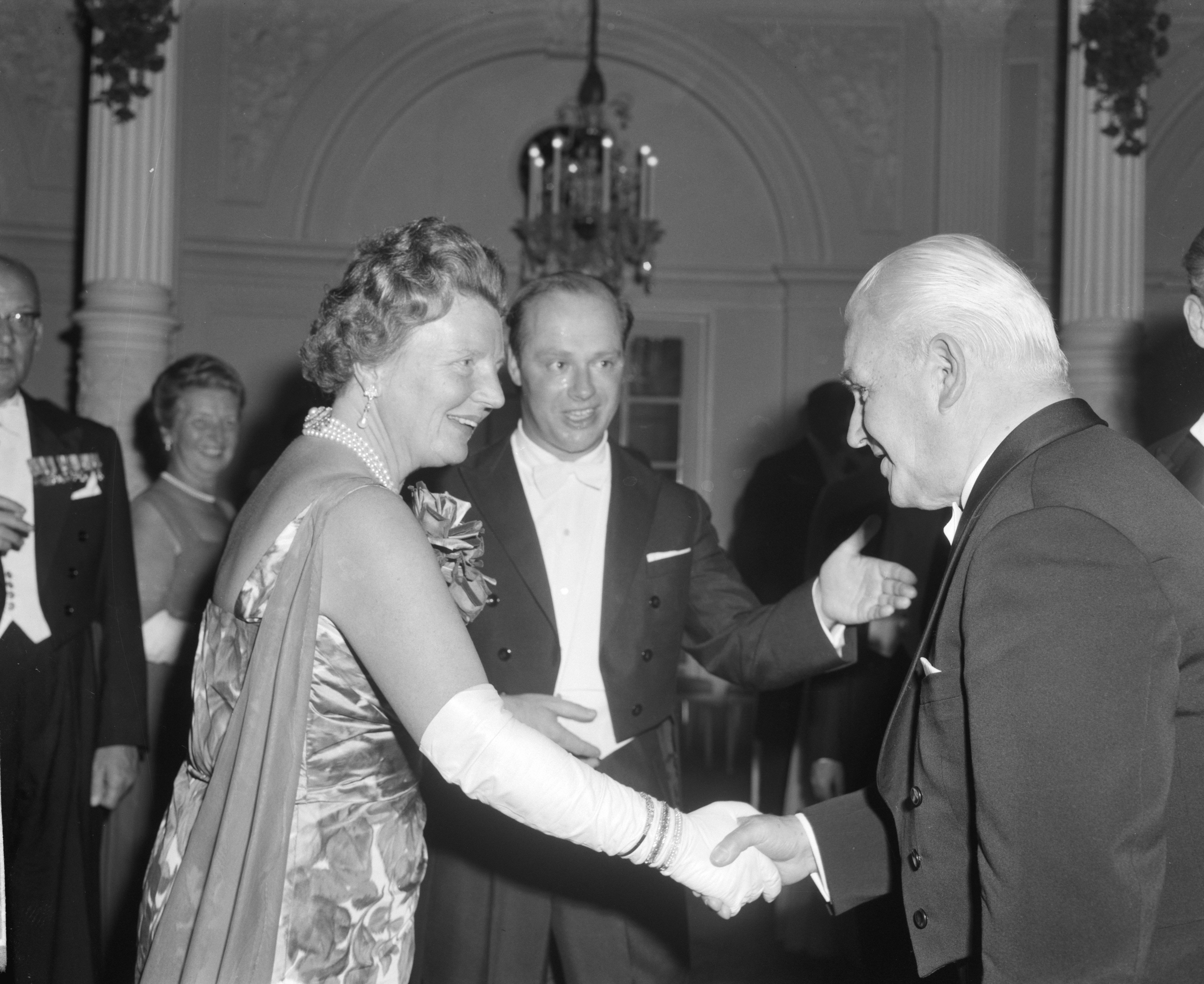
Jan Bresser (1940-1965) (met koningin Juliana en Bernard Haitink)
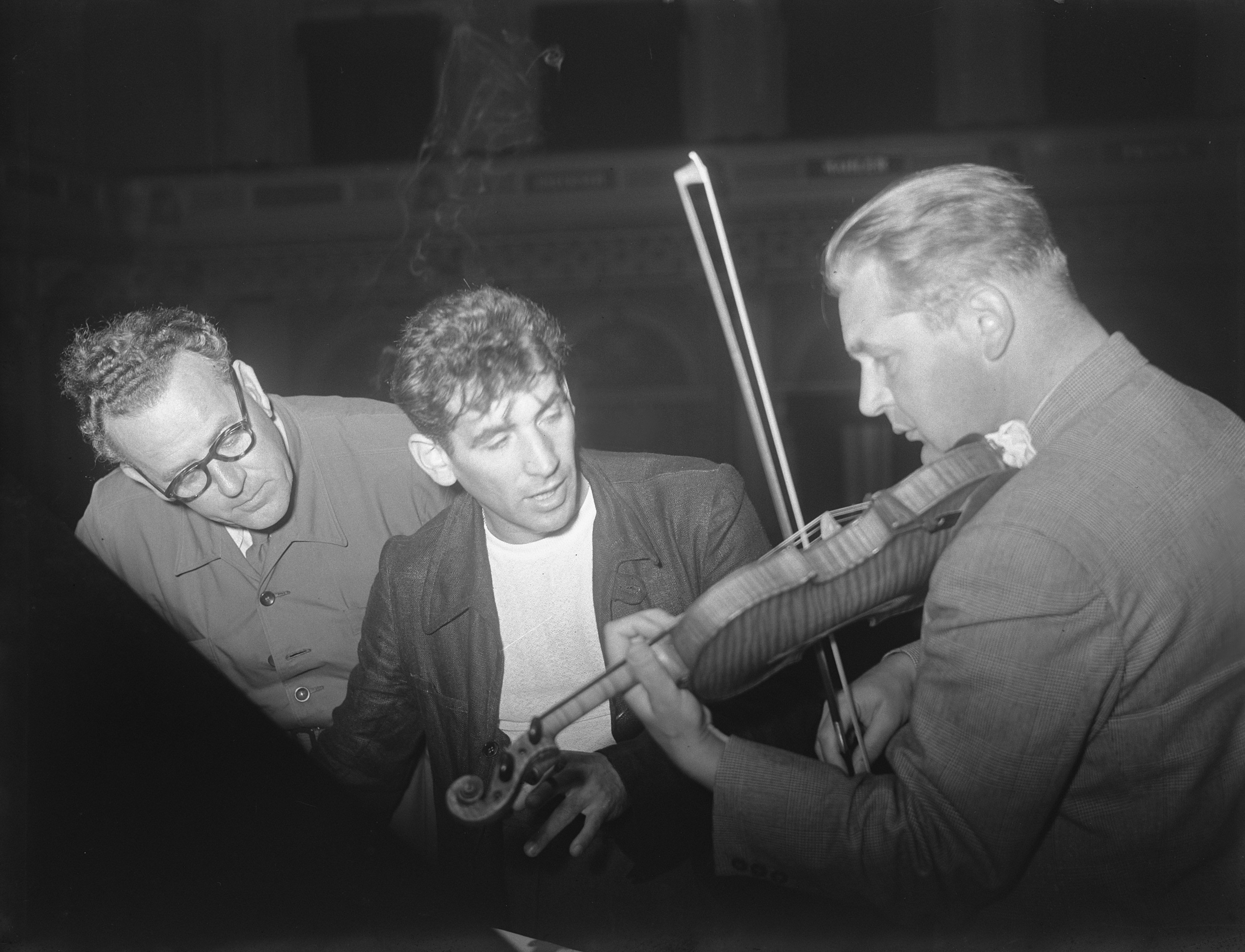
Jan Damen (1948-1957) (r., met Leonard Bernstein)
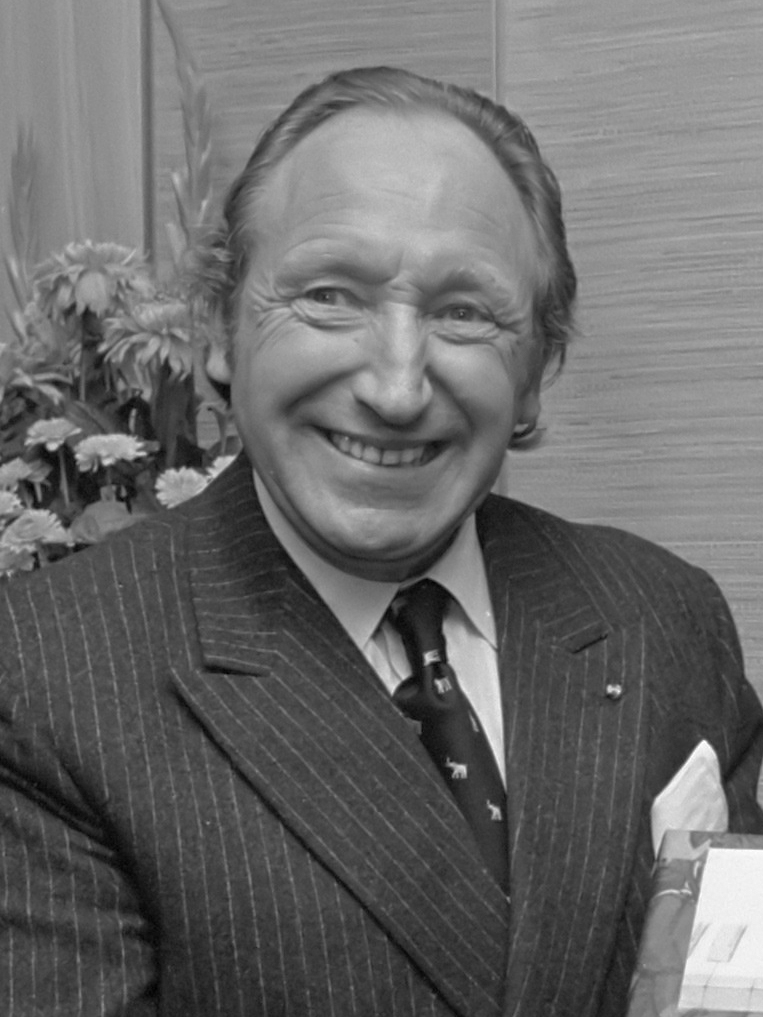
Herman Krebbers (1962-1980)
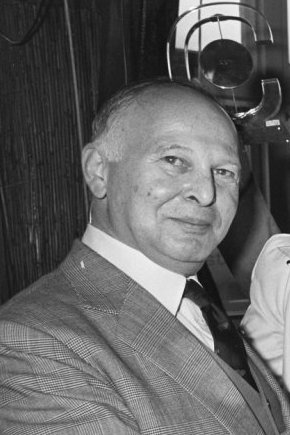
Theo Olof (1970-1985)
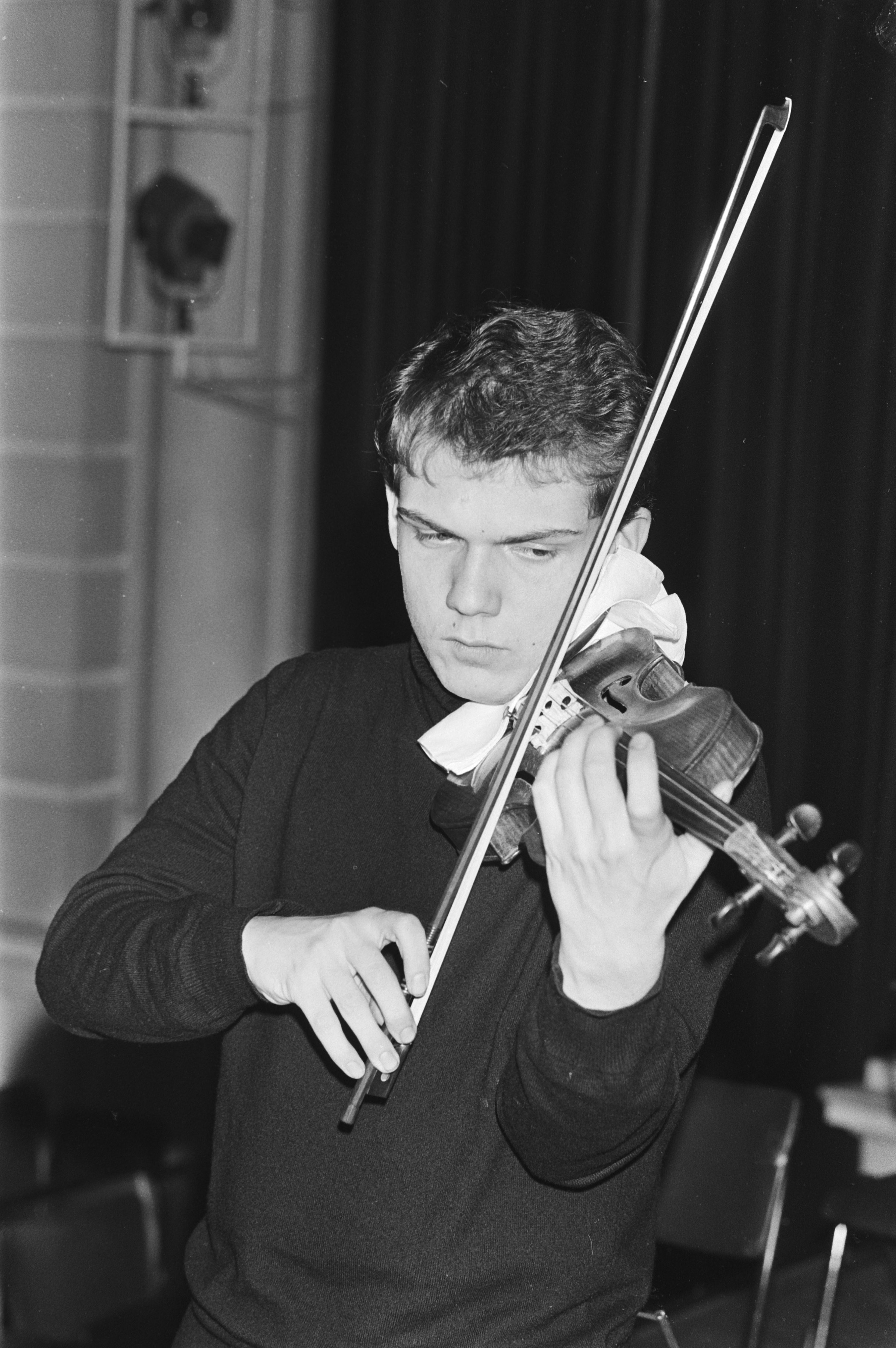
Jaap van Zweden (1979-1995)
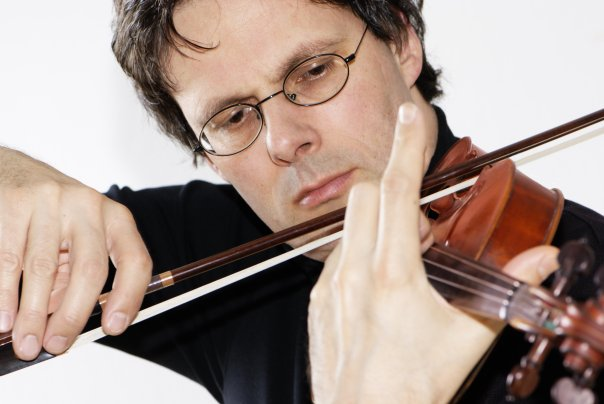
Rudolf Koelman (1996-1999)
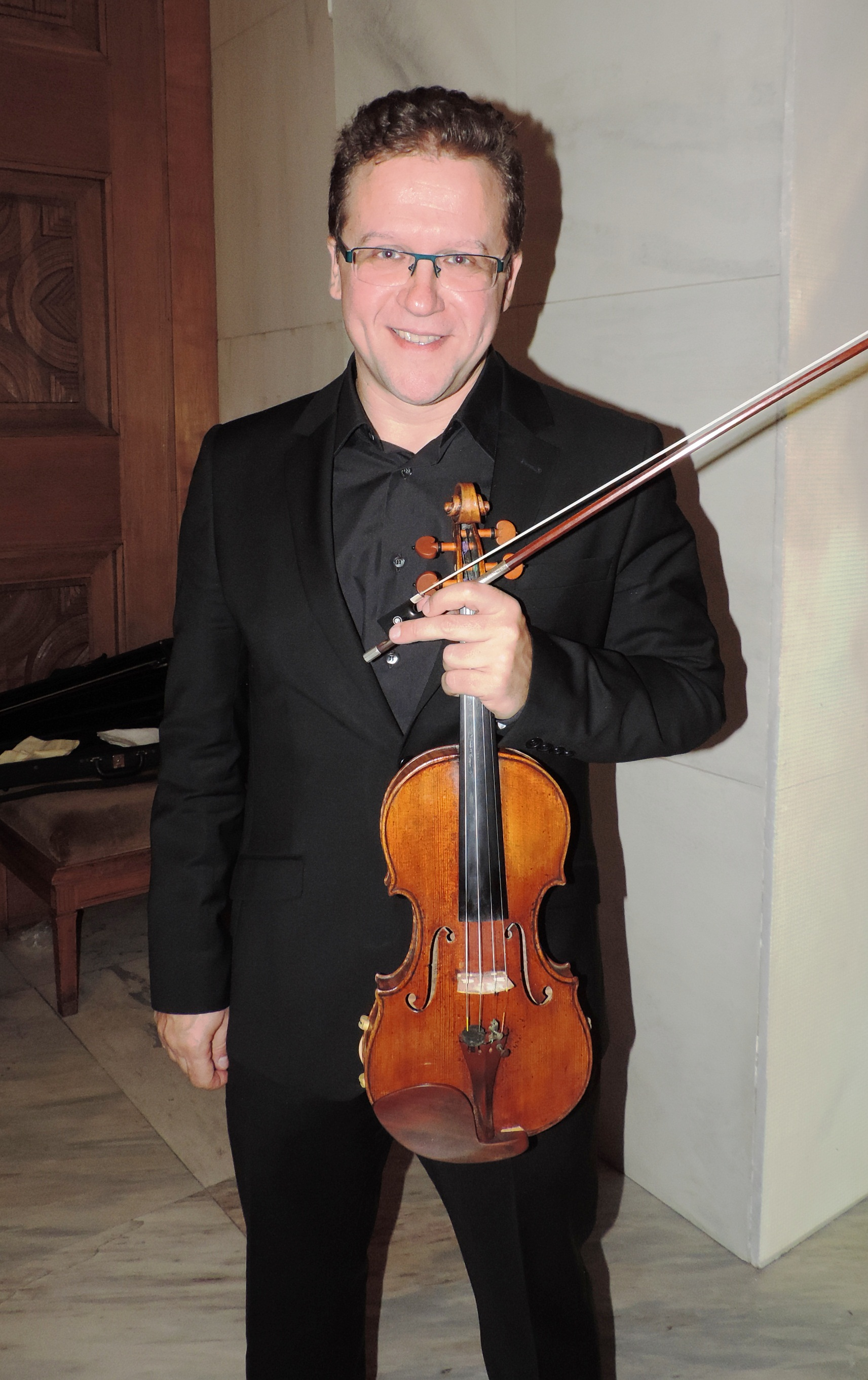
Vesko Eschkenazy (sinds 1999)
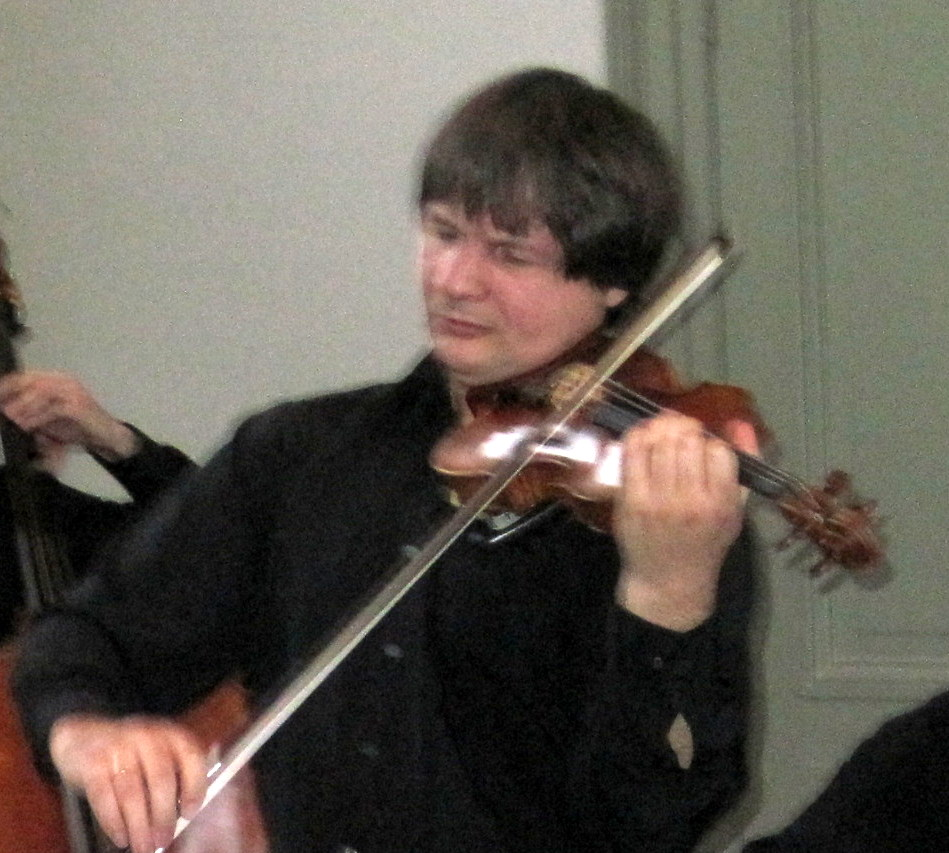
Liviu Prunaru (sinds 2006)

## Aanvoerders
- Eerste viool: Vesko Eschkenazy en Liviu Prunaru
- Tweede viool: Alessandro di Giacomo
- Altviool: Santa Vizine
- Cello: Gregor Horsch en Tatjana Vassiljeva
- Contrabas: Dominic Seldis
- Fluit: Emily Beynon en Kersten McCall
- Hobo: Ivan Podyomov en Alexei Ogrintchouk
- Klarinet: Olivier Patey en Calogero Palermo
- Fagot: Andrea Cellacchi en Gustavo Núñez
- Trompet: Miroslav Petkov en Omar Tomasoni
- Trombone: Bart Claessens en Jörgen van Rijen
- Bastuba: Perry Hoogendijk
- Hoorn: Laurens Woudenberg en Katy Woolley
- Slagwerk: Mark Braafhart, Bence Major en Herman Rieken
- Pauken: Tomohiro Ando en Bart Jansen
- Harp: Petra van der Heide
- Piano: Jeroen Bal

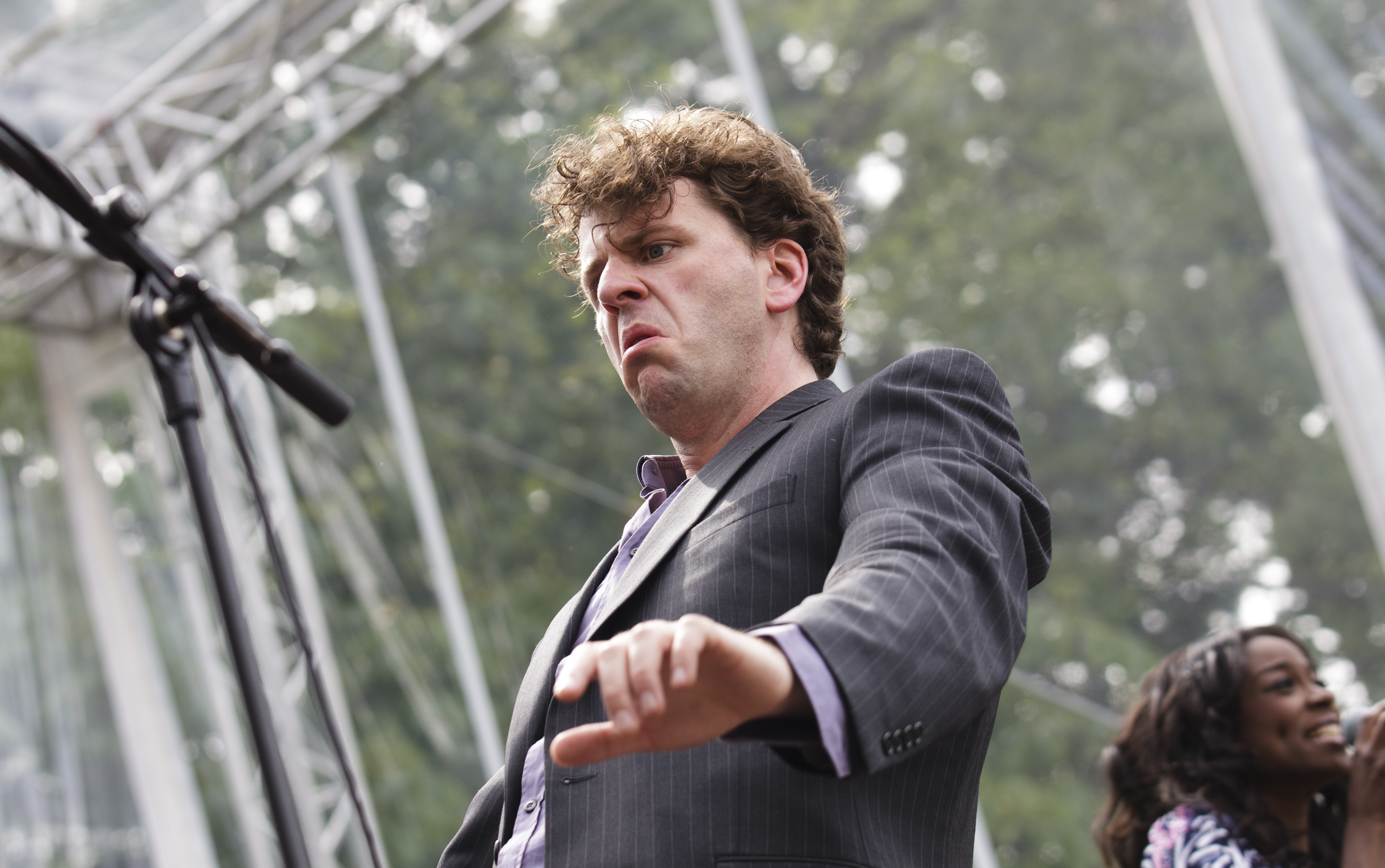
Contrabassist Dominic Seldis als dirigent
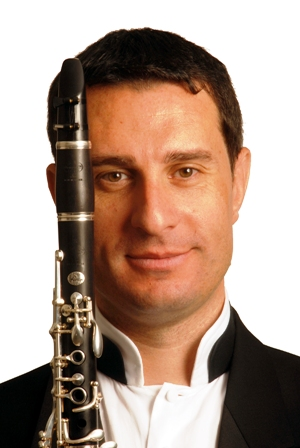
Klarinettist Calogero Palermo

## Artistieke en zakelijke leiding
Jarenlang was de artistieke leiding in handen van Rudolf Mengelberg, een achterneef van Willem Mengelberg. Hij kwam in 1917 in dienst, werd in 1925 artistiek leider en in 1935 directeur van Het Concertgebouw NV. Nadat het orkest organisatorisch was losgemaakt van de NV ging hij in 1955 met pensioen. Marius Flothuis, die van 1937 tot 1942 zijn adjunct was geweest, kwam in 1953 terug bij het orkest en had de artistieke leiding van 1955 tot 1974. Hij programmeerde concerten vaak volgens de zogenaamde 'sandwichformule', waarbij nieuwe muziek werd voorafgegaan en gevolgd door het vertrouwde repertoire, zodat het publiek het moderne stuk ook "meenam".
Hij werd opgevolgd door Hein van Royen, die geen voorstander was van deze formule. Hij gaf de voorkeur aan een speciale serie voor eigentijdse muziek en maakte ook de muziek uit barok en classicisme los van die uit de romantiek. Toen hij in 1991 stierf werd het artistiek adviseurschap enige jaren waargenomen door Piet Veenstra en Peter Ruzicka. Vanaf 1998 was Jan Willem Loot algemeen directeur. Hij werd in 2008 opgevolgd door Jan Raes, die per december 2019 vertrok. Van 1999 tot zijn pensionering in 2020 was adjunct-directeur Joel Ethan Fried verantwoordelijk voor de artistieke leiding en programmering.
De opvolging van Raes en Fried werd in de zomer van 2020 aangekondigd in de vorm van een driehoofdige leiding met ingang van begin 2021: Dominik Winterling (directievoorzitter), Ulrike Niehoff (artistiek directeur) en David Bazen (directeur bedrijfsvoering). Van hen kondigde Ulrike Niehoff begin februari 2023 haar vertrek aan in de zomer van dat jaar. Als haar opvolger {met ingang van mei 2025) werd in november 2024 de van het London Philharmonic Orchestra afkomstige musicologe Elena Dubinets benoemd.

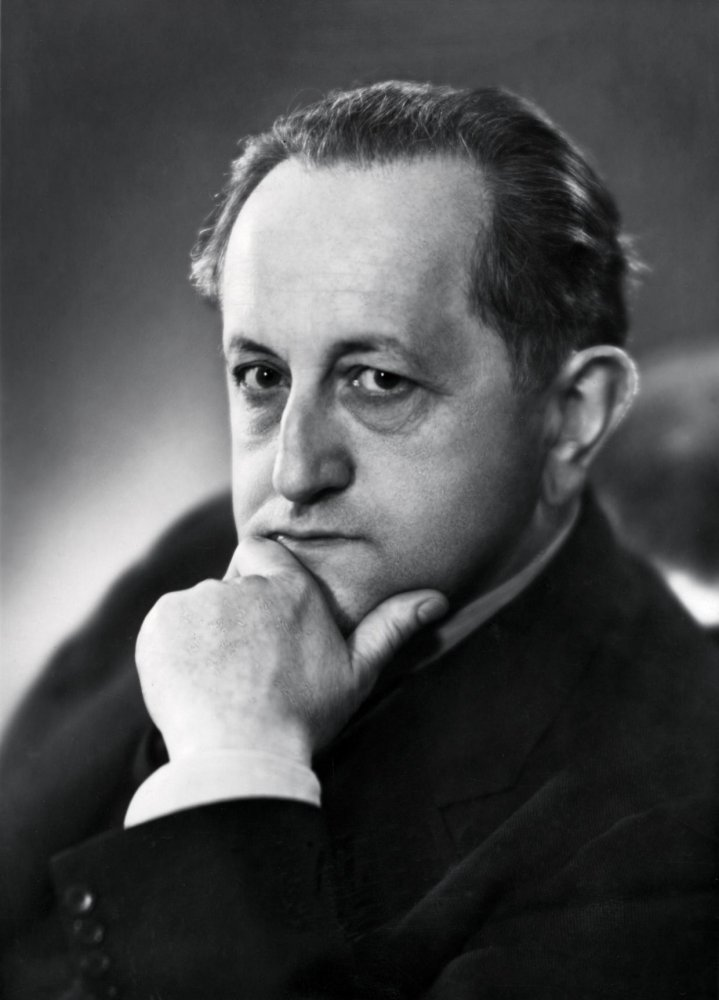
Rudolf Mengelberg (1925-1955)
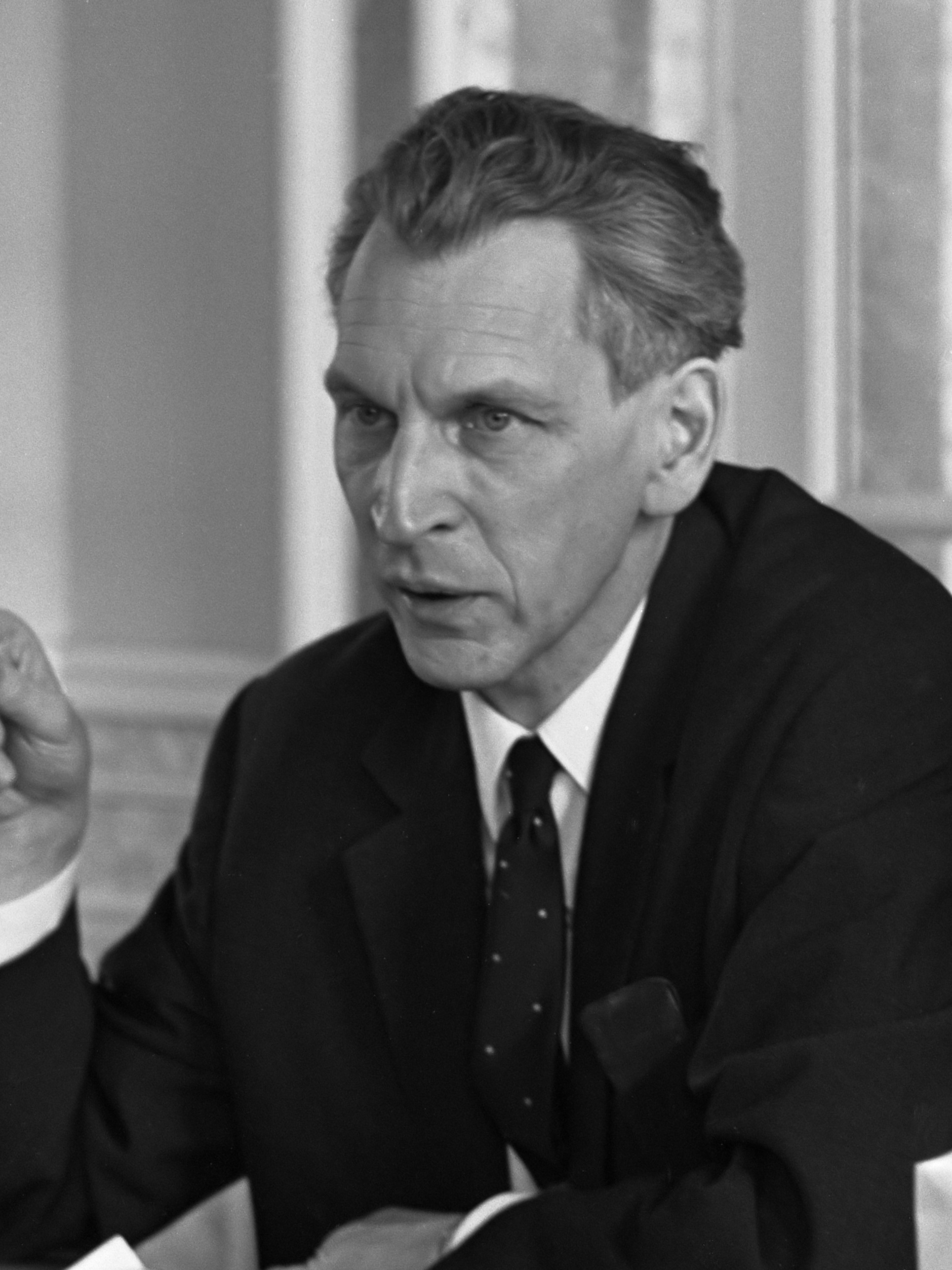
Marius Flothuis (1955-1974)
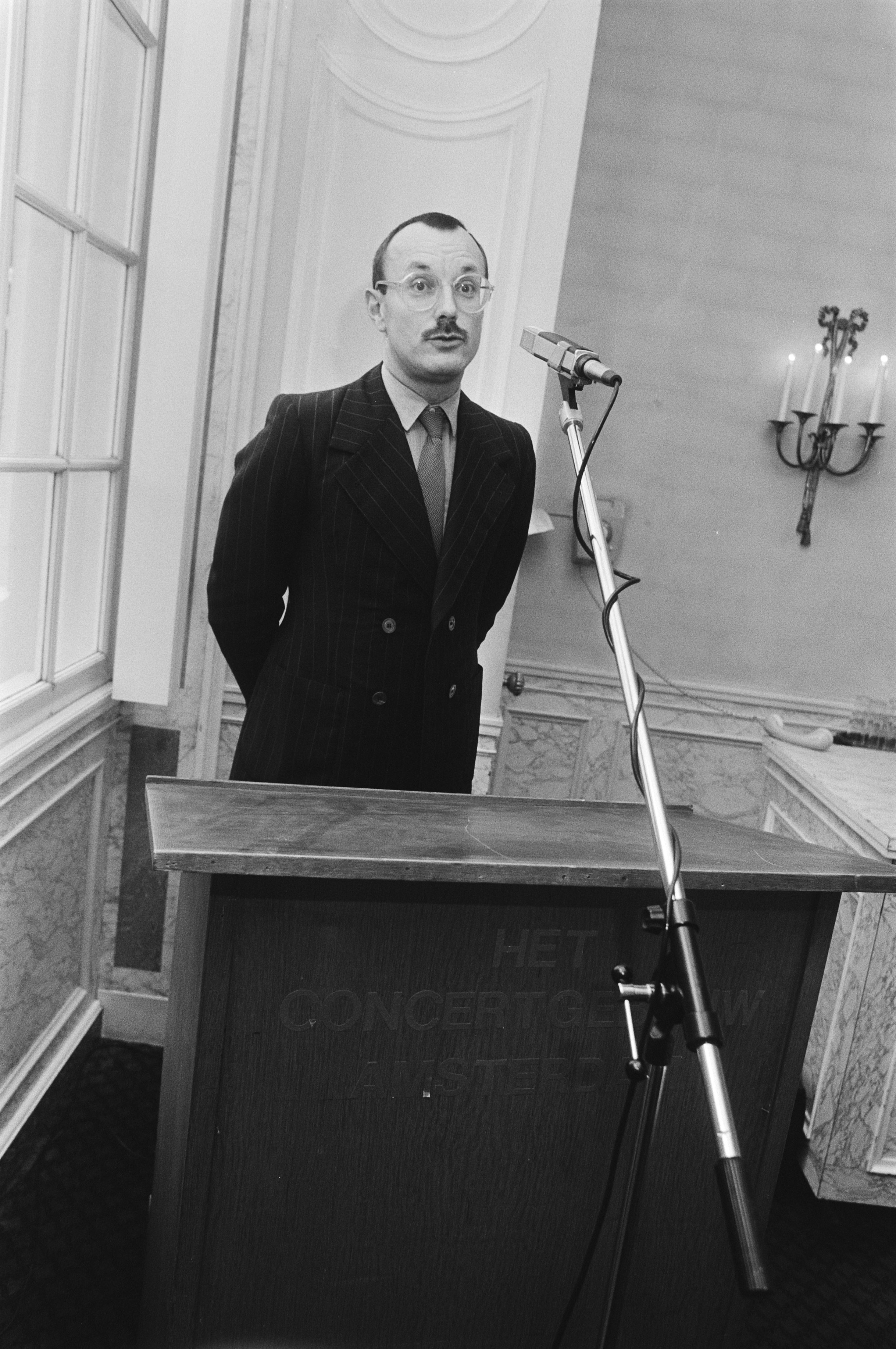
Hein van Royen (1974-1991)
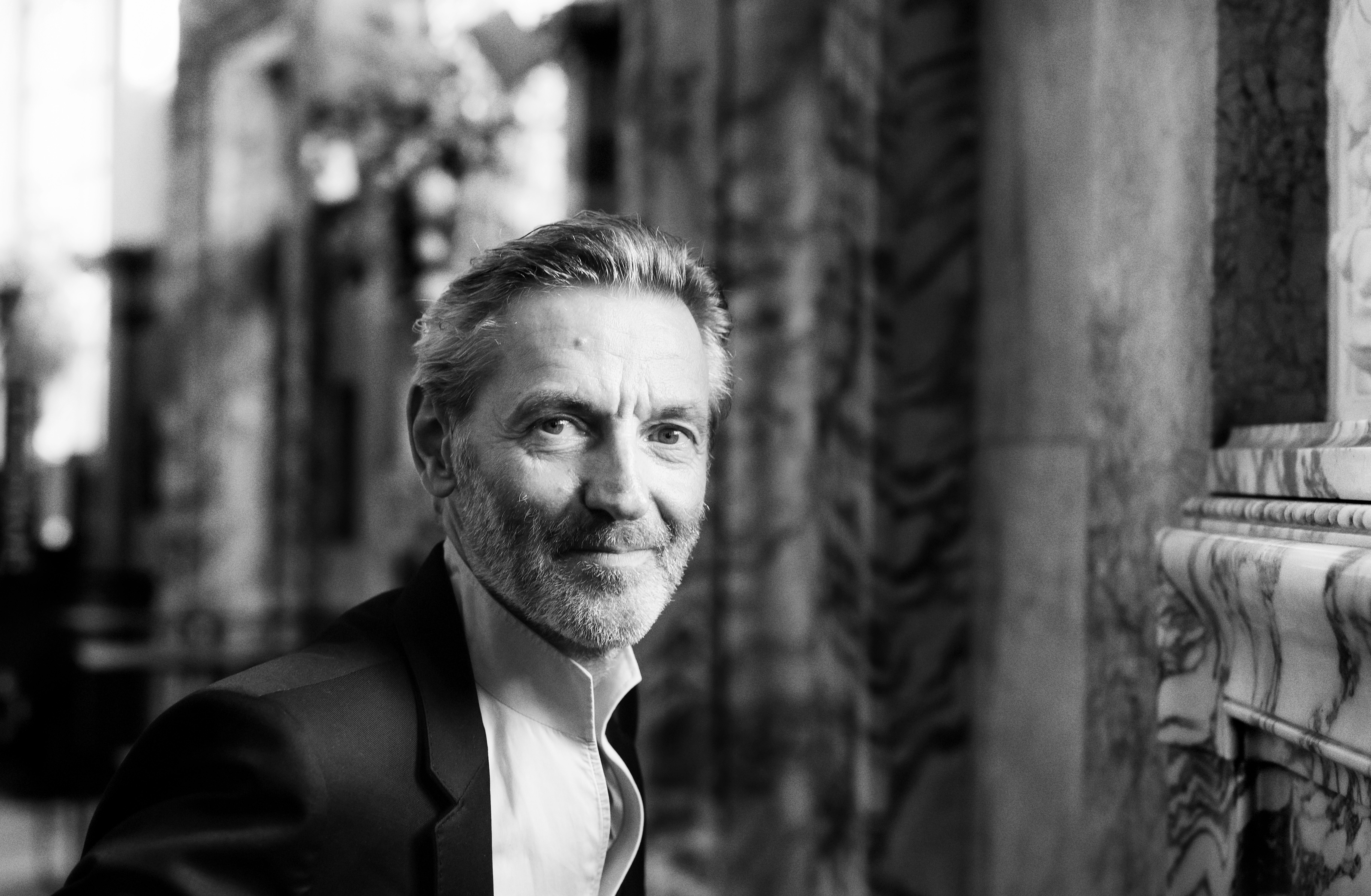
Jan Raes (2008-2019)

## Specialiteiten
Het orkest is bij velen beroemd om zijn 'fluwelen' strijkersklank (die ten dele wordt toegeschreven aan de unieke akoestiek in het Concertgebouw), de 'gouden' kopersectie en het timbre van de houtblazers. Het orkest heeft roem verworven met de uitvoering en interpretatie van laatromantisch repertoire. Tsjaikovski en Brahms, maar ook Bruckner, Richard Strauss en zeker Mahler zijn niet weg te denken uit het repertoire van het Concertgebouworkest.
Het Koninklijk Concertgebouworkest kent een aantal (jaarlijks) terugkerende concerten. Een recente traditie is het jaarlijks optreden van het orkest in Theater Heerlen, zo werd eind december 2012, na twee eerdere optredens, bekendgemaakt.
Palmzondag
Op Palmzondag wordt afwisselend de Matthäus-Passion en de Johannes-Passion van Johann Sebastian Bach uitgevoerd. Deze traditie - die in heel Nederland navolging heeft gekregen - is ontstaan in 1899 onder Mengelberg, maar betrof toen uitsluitend de Matthäus-Passion. Zijn interpretatie kenmerkte zich door een grote koor- en orkestbezetting, trage tempi, coupures en een indrukwekkende, romantische opvatting van het lijdensverhaal. Na de oorlog zette Eugen Jochum deze traditie voort. Hij volgde in grote lijnen een soortgelijke monumentale aanpak. Het was in Nederland de gewoonte niet te applaudisseren na de uitvoering vanwege het bijzondere religieuze karakter van het werk, maar deze gewoonte is ook in het Concertgebouw verloren gegaan.
In 1975 werd Nikolaus Harnoncourt, pionier van de authentieke uitvoeringspraktijk van barokmuziek, uitgenodigd de Johannes-Passion te dirigeren. Hij beperkte de bezetting van koor en orkest, dirigeerde in hoge tempi, ging uit van een nauwgezette analyse van de partituur en legde de nadruk op de dramatische expressie. Er ontstonden heftige discussies tussen voor- en tegenstanders. De AVRO-radio, die al sinds de jaren twintig elke Palmzondag de Matthäus-Passion rechtstreeks vanuit het Concertgebouw uitzond, weigerde deze doorbreking van de traditie te accepteren en zond een oudere opname van de Matthäus-Passion uit. Inmiddels is een aanpak als die van Harnoncourt algemeen geaccepteerd.
Sindsdien wordt de Matthäus-Passion afgewisseld met de Johannes-Passion en worden steeds andere dirigenten uitgenodigd. Vanaf 2009 is de traditie aangepast. Nu worden afwisselend de Matthäus-Passion, Johannes-Passion en modernere passiemuziek uitgevoerd. In 2009 is in plaats van een passie van Bach de St John Passion van James MacMillan uitgevoerd. In 2013 stond Golgotha van Frank Martin op het programma. De Palmzondag-uitvoering wordt live uitgezonden op NPO Radio 4 en ook in een aantal andere landen.
Kerstmatinee
Op eerste kerstdag wordt elk jaar de kerstmatinee gegeven. Deze traditie is ontstaan in 1979. Doorgaans wordt dit concert uitgevoerd onder leiding van de chef-dirigent, maar hierop worden weleens uitzonderingen gemaakt. De Kerstmatinee wordt live op Radio 4 en NPO 2 uitgezonden. In 2019 werd de Kerstmatinee echter alleen live op Radio 4 uitgezonden. Op TV werd de matinee pas 's avonds uitgezonden.

## Bijzonderheden
- Het Concertgebouworkest speelt met enige regelmaat in de orkestbak van het Muziektheater Amsterdam bij operavoorstellingen van de Nederlandse, later Nationale Opera. Tot de producties waaraan het orkest deelnam behoren Tristan und Isolde onder Hartmut Haenchen (1987), Turandot onder Riccardo Chailly (2002), Lady Macbeth van Mtzensk onder Mariss Jansons (2006) en Pique Dame, ook onder Jansons (2016).
- In 2010 werd een liveopname van het Concertgebouworkest onder Mariss Jansons met de Derde en Vierde symfonie van Bruckner genomineerd voor een Grammy Award 2011 in twee categorieën, 'Best Classical Album' en 'Best Orchestral Performance'.[33]
- In laatstgenoemde categorie van de Grammy's 2017 werd het orkest opnieuw genomineerd voor de opname van de Vijfde symfonie van Prokofjev onder Mariss Jansons.[34]
- Bij de Nederlandse troonswisseling op 30 april 2013 gaf het KCO een optreden met DJ Armin van Buuren.
- Op 24 augustus 2013 speelde het Concertgebouworkest op het Prinsengrachtconcert vanwege drie jubilea: 400 jaar grachtengordel, 90 jaar AVRO en 125 jaar Koninklijk Concertgebouworkest. Hiervoor werd dat jaar een speciaal ponton geplaatst voor Hotel Pulitzer dat groter was dan het ponton dat normaal voor net Prinsengrachtconcert wordt gebruikt, zodat het hele orkest op het ponton kon staan. Het laatste feit werd ook gevierd met een wereldtournee.
- In 2019 zat een deel van het Concertgebouworkest te spelen op het toneel van Carré bij het muziektheaterstuk Dood in Venetië van Ramsey Nasr naar Thomas Mann, onder regie van Ivo van Hove.
- In 2020 werd de cd-opname van Honeggers Jeanne d’Arc au bucher bekroond met een International Classical Music Award in de categorie ‘choral music’.

## Discografie
RCO Live
In de 20e eeuw werd muziek van het Concertgebouworkest uitgebracht bij diverse labels, waaronder Philips en Decca.
Omdat de platenmaatschappijen veel minder dan vroeger investeren in symfonieorkesten, zijn die sinds 2000 overgegaan tot het op de markt brengen van eigen labels. RCO Live werd in 2004 opgericht. Dit label brengt live-opnamen van het orkest met Jansons of prominente gastdirigenten (Haitink) uit op sacd en/of dvd. De AVRO neemt vrijwel alle concerten op voor uitzending op Radio 4. Een aantal malen per jaar wordt ook een registratie gemaakt voor de televisie. Zo wordt de Kerstmatinee vrijwel jaarlijks uitgezonden.
Dvd's
| Dvd's met hitnoteringen in de Nederlandse Music Top 30 | Datum van verschijnen | Datum van binnenkomst | Hoogste positie | Aantal weken | Opmerkingen         |
| ------------------------------------------------------ | --------------------- | --------------------- | --------------- | ------------ | ------------------- |
| Mahler kerstmatinees                                   | 2006                  | 25-11-2006            | 20              | 2            | met Bernard Haitink |

## Gelieerde stichtingen en verenigingen
Aan de Stichting Koninklijk Concertgebouworkest is een aantal stichtingen en verenigingen gelieerd:
- Vereniging Gepensioneerden Koninklijk Concertgebouworkest
- Stichting Donateurs Koninklijk Concertgebouworkest
- Stichting Koper van het Koninklijk Concertgebouworkest
- Stichting Remplaçanten van het Koninklijk Concertgebouworkest
- Vereniging Vrienden van het Concertgebouw en het Koninklijk Concertgebouworkest
- "Entrée", Vereniging Jong Publiek van het Concertgebouw en het Koninklijk Concertgebouworkest